# KNVB Beker 2017/18 (mannen)
De KNVB Beker 2017/18, om sponsorredenen officieel de TOTO KNVB Beker genoemd, was de 100ste editie van het toernooi om de KNVB Beker. De finale werd op zondag 22 april 2018 gehouden in De Kuip. Vitesse was de titelverdediger, maar werd in de eerste ronde uitgeschakeld door AVV Swift. Feyenoord wist deze editie te winnen door AZ in de finale met 3-0 te verslaan, en kreeg daarmee een ticket voor de derde voorronde van de Europa League.
Speciaal voor de 100ste editie werd er een goudkleurige beker gegeven aan de winnaar.

## Speeldata
| Ronde            | Speeldata                                 |
| ---------------- | ----------------------------------------- |
| Eerste voorronde | 19 augustus 2017                          |
| Tweede voorronde | 19, 20, 22, 23 en 26 augustus 2017        |
| Eerste ronde     | 19, 20 en 21 september en 11 oktober 2017 |
| Tweede ronde     | 24, 25 en 26 oktober 2017                 |
| Achtste finales  | 19, 20 en 21 december 2017                |
| Kwartfinales     | 30, 31 januari en 1 februari 2018         |
| Halve finales    | 28 februari 2018                          |
| Finale           | 22 april 2018                             |

## Deelnemers
Onderstaande tabel geeft alle deelnemende ploegen weer. Ook toont het in welke ronde de ploeg van start ging en in welke ronde het werd uitgeschakeld.
| Competitie | Eerste voorronde                                                            | Tweede voorronde    | Eerste ronde       | Tweede ronde    | Achtste finales | Kwartfinales     | Halve finales | Finale | Winnaar   |
| --- | --------------------------------------------------------------------------- | ------------------- | ------------------ | --------------- | --------------- | ---------------- | ------------- | ------ | --------- |
| Eredivisie 4 |                                                                             |                     | ADO Den Haag       | FC Groningen    | Ajax            | PEC Zwolle       | FC Twente     | AZ     | Feyenoord |
| Eredivisie 4 |                                                                             |                     | Excelsior          | sc Heerenveen   | Heracles Almelo | PSV              | Willem II     |        |           |
| Eredivisie 4 |                                                                             |                     | NAC Breda          | FC Utrecht      | VVV-Venlo       | Roda JC Kerkrade |               |        |           |
| Eredivisie 4 |                                                                             | Sparta Rotterdam    |                    |                 |                 |                  |               |        |           |
| Eredivisie 4 |                                                                             | Vitesse             |                    |                 |                 |                  |               |        |           |
| |                                                                             |                     |                    |                 |                 |                  |               |        |           |
| Eerste divisie 4 |                                                                             |                     | FC Dordrecht       | Almere City FC  | Fortuna Sittard | SC Cambuur       |               |        |           |
| Eerste divisie 4 |                                                                             |                     | FC Emmen           | FC Den Bosch    | N.E.C.          |                  |               |        |           |
| Eerste divisie 4 |                                                                             |                     | De Graafschap      | FC Eindhoven    | RKC Waalwijk    |                  |               |        |           |
| Eerste divisie 4 |                                                                             |                     | Helmond Sport      | Go Ahead Eagles |                 |                  |               |        |           |
| Eerste divisie 4 |                                                                             |                     | MVV Maastricht     | FC Volendam     |                 |                  |               |        |           |
| Eerste divisie 4 |                                                                             | FC Oss              |                    |                 |                 |                  |               |        |           |
| Eerste divisie 4 |                                                                             | Telstar             |                    |                 |                 |                  |               |        |           |
| |                                                                             |                     |                    |                 |                 |                  |               |        |           |
| Tweede divisie 3 |                                                                             | AFC                 | BVV Barendrecht    | Achilles '29    | GVVV            |                  |               |        |           |
| Tweede divisie 3 |                                                                             | Excelsior Maassluis | HHC Hardenberg     | ASV De Dijk     | VVSB            |                  |               |        |           |
| Tweede divisie 3 |                                                                             | FC Lienden          | FC Lisse           | VV Katwijk 4    |                 |                  |               |        |           |
| Tweede divisie 3 |                                                                             | TEC VV              | Rijnsburgse Boys   | Kozakken Boys 4 |                 |                  |               |        |           |
| Tweede divisie 3 |                                                                             | VV IJsselmeervogels |                    | Koninklijke HFC |                 |                  |               |        |           |
| Tweede divisie 3 |                                                                             |                     | De Treffers 4      |                 |                 |                  |               |        |           |
| |                                                                             |                     |                    |                 |                 |                  |               |        |           |
| Derde divisie | ACV 1                                                                       | ASWH 2              | Blauw Geel '38 2   |                 |                 |                  |               |        |           |
| Derde divisie | ADO '20 1                                                                   | Be Quick 1887 2     | VV Capelle 1       |                 |                 |                  |               |        |           |
| Derde divisie | DOVO 1                                                                      | VV Dongen 1         | VV De Meern 2      |                 |                 |                  |               |        |           |
| Derde divisie | JVC Cuijk 1                                                                 | DVS '33 Ermelo 2    | USV Hercules 1     |                 |                 |                  |               |        |           |
| Derde divisie | OJC Rosmalen 1                                                              | EVV 1               | ONS Sneek 2        |                 |                 |                  |               |        |           |
| Derde divisie |                                                                             | Harkemase Boys 2    | Quick Boys 2       |                 |                 |                  |               |        |           |
| Derde divisie |                                                                             | HBS 2               | SVV Scheveningen 1 |                 |                 |                  |               |        |           |
| Derde divisie | HSC'21 2                                                                    |                     |                    |                 |                 |                  |               |        |           |
| Derde divisie | Magreb '90 2                                                                |                     |                    |                 |                 |                  |               |        |           |
| Derde divisie | Odin '59 2                                                                  |                     |                    |                 |                 |                  |               |        |           |
| Derde divisie | OFC 2                                                                       |                     |                    |                 |                 |                  |               |        |           |
| Derde divisie | RKVV Westlandia 2                                                           |                     |                    |                 |                 |                  |               |        |           |
| Derde divisie | Quick '20 2                                                                 |                     |                    |                 |                 |                  |               |        |           |
| Derde divisie | Quick (Den Haag) 2                                                          |                     |                    |                 |                 |                  |               |        |           |
| Derde divisie | SV Spakenburg 1                                                             |                     |                    |                 |                 |                  |               |        |           |
| Derde divisie | VV Spijkenisse 2                                                            |                     |                    |                 |                 |                  |               |        |           |
| Derde divisie | VV UNA 2                                                                    |                     |                    |                 |                 |                  |               |        |           |
| Derde divisie | VVOG 1                                                                      |                     |                    |                 |                 |                  |               |        |           |
| |                                                                             |                     |                    |                 |                 |                  |               |        |           |
| Hoofdklasse | DHC Delft 1                                                                 | SV DFS 2            | Ajax (ama) 1       | AVV Swift 1     |                 |                  |               |        |           |
| Hoofdklasse | VV Gemert 1                                                                 | VC Vlissingen 2     | CSV Apeldoorn 2    | HSV Hoek 2      |                 |                  |               |        |           |
| Hoofdklasse | Groene Ster 1                                                               |                     | SC Genemuiden 2    |                 |                 |                  |               |        |           |
| Hoofdklasse | RKSV Nuenen 1                                                               |                     | VV Noordwijk 2     |                 |                 |                  |               |        |           |
| Hoofdklasse |                                                                             | SDC Putten 1        |                    |                 |                 |                  |               |        |           |
| Hoofdklasse |                                                                             | Sparta Nijkerk 1    |                    |                 |                 |                  |               |        |           |
| Hoofdklasse |                                                                             | VV Staphorst 1      |                    |                 |                 |                  |               |        |           |
| Hoofdklasse |                                                                             | Ter Leede 1         |                    |                 |                 |                  |               |        |           |
| Hoofdklasse |                                                                             | VV Zwaluwen 2       |                    |                 |                 |                  |               |        |           |
| |                                                                             |                     |                    |                 |                 |                  |               |        |           |
| Eerste Klasse 1 | VV Chevremont                                                               | VV Buitenpost       |                    |                 |                 |                  |               |        |           |
| Eerste Klasse 1 | Olde Veste '54                                                              |                     |                    |                 |                 |                  |               |        |           |
| Eerste Klasse 1 | VPV Purmersteijn                                                            |                     |                    |                 |                 |                  |               |        |           |
| Eerste Klasse 1 | ZSV                                                                         |                     |                    |                 |                 |                  |               |        |           |
| |                                                                             |                     |                    |                 |                 |                  |               |        |           |
| Tweede Klasse 1 | BVV                                                                         |                     |                    |                 |                 |                  |               |        |           |
| |                                                                             |                     |                    |                 |                 |                  |               |        |           |
| Derde Klasse 2 |                                                                             | VV Altius           |                    |                 |                 |                  |               |        |           |
| |                                                                             |                     |                    |                 |                 |                  |               |        |           |
| \| Legenda \| \| \| Symbool/kleur \| \| \| * \| Zijn nog actief in het toernooi \| \| 1 \| Ingestroomd in de eerste voorronde \| \| 2 \| Ingestroomd in de tweede voorronde, maar vrijgeloot van de eerste voorronde \| \| 3 \| Ingestroomd in de tweede voorronde \| \| 4 \| Ingestroomd in de eerste ronde \| \| \| Winnaar \| |                                                                             |                     |                    |                 |                 |                  |               |        |           |
| Legenda |                                                                             |                     |                    |                 |                 |                  |               |        |           |
| Symbool/kleur |                                                                             |                     |                    |                 |                 |                  |               |        |           |
| * | Zijn nog actief in het toernooi                                             |                     |                    |                 |                 |                  |               |        |           |
| 1 | Ingestroomd in de eerste voorronde                                          |                     |                    |                 |                 |                  |               |        |           |
| 2 | Ingestroomd in de tweede voorronde, maar vrijgeloot van de eerste voorronde |                     |                    |                 |                 |                  |               |        |           |
| 3 | Ingestroomd in de tweede voorronde                                          |                     |                    |                 |                 |                  |               |        |           |
| 4 | Ingestroomd in de eerste ronde                                              |                     |                    |                 |                 |                  |               |        |           |
| | Winnaar                                                                     |                     |                    |                 |                 |                  |               |        |           |

### Deelnemers per ronde
Het aantal deelnemers per divisie per ronde was:
| Deelnemerscategorie | Voorronde 1            | Voorronde 2           | Ronde 1    | Ronde 2    | Achtste finale | Kwartfinale | Halve finale | Finale    | Winnaar  |
| ------------------- | ---------------------- | --------------------- | ---------- | ---------- | -------------- | ----------- | ------------ | --------- | -------- |
| Eredivisie          | (bye)                  | (bye)                 | 18 (28,1%) | 13 (40,6%) | 10 (62,5%)     | 07 (87.5%)  | 4 (100%)     | 02 (100%) | 1 (100%) |
| Eerste divisie      | (bye)                  | (bye)                 | 16 (25%)   | 09 (28,1%) | 04 (25%)       | 01 (12.5%)  | 0 (0%)       | 0 (0%)    | 0 (0%)   |
| Tweede divisie      | (bye)                  | 14 (25,9%) + (3× bye) | 12 (18,8%) | 08 (25%)   | 02 (12,5%)     | 00 (0%)     | 00 (0%)      | 00 (0%)   | 00 (0%)  |
| Derde divisie       | 12 (42,9%) + (18× bye) | 25 (46,3%)            | 07 (10,9%) | 00 (0%)    | 00 (0%)        | 00 (0%)     | 00 (0%)      | 00 (0%)   | 00 (0%)  |
| Hoofdklasse         | 10 (35,7%) + (7× bye)  | 13 (24,1%)            | 11 (17,2%) | 02 (6,3%)  | 00 (0%)        | 00 (0%)     | 00 (0%)      | 00 (0%)   | 00 (0%)  |
| Eerste klasse       | 05 (17,9%)             | 01 (1,9%)             | 00 (0%)    | 00 (0%)    | 00 (0%)        | 00 (0%)     | 00 (0%)      | 00 (0%)   | 00 (0%)  |
| Tweede klasse       | 01 (3,6%)              | 00 (0%)               | 00 (0%)    | 00 (0%)    | 00 (0%)        | 00 (0%)     | 00 (0%)      | 00 (0%)   | 00 (0%)  |
| Derde klasse        | (bye)                  | 01 (1,9%)             | 00 (0%)    | 00 (0%)    | 00 (0%)        | 00 (0%)     | 00 (0%)      | 00 (0%)   | 00 (0%)  |
| Totaal              | 28                     | 54                    | 64         | 32         | 16             | 8           | 4            | 2         | 1        |

## Wedstrijden

### Voorrondes
De loting voor de eerste en tweede voorronde werd op 1 juli 2017 verricht door Arco Jochemsen en was live te volgen op de website van de KNVB.

#### Eerste voorronde
In de eerste voorronde zijn 54 amateurverenigingen gekwalificeerd. Van deze 54 amateurverenigingen werden er 26 vrijgeloot voor deelname aan deze ronde. De andere 28 amateurverenigingen streden in een onderling duel op zaterdag 19 augustus 2017 om een plek in de tweede kwalificatieronde. De deelnemers zijn halvefinalisten uit de districtbekers en teams uit de Derde divisie.
|                            |                    |               |           |                                                                           |
| 19 augustus 2017 14:30 uur | VVOG *             | 2 – 0 (0 – 0) | VV Gemert | Stadion: De Strokel, Harderwijk Toeschouwers: 300 Scheidsrechter: Fikkert |
| 19 augustus 2017 14:30 uur | Arends 55' Hol 70' |               |           | Stadion: De Strokel, Harderwijk Toeschouwers: 300 Scheidsrechter: Fikkert |
| 19 augustus 2017 14:30 uur |                    |               |           | Stadion: De Strokel, Harderwijk Toeschouwers: 300 Scheidsrechter: Fikkert |
| 19 augustus 2017 14:30 uur |                    |               |           | Stadion: De Strokel, Harderwijk Toeschouwers: 300 Scheidsrechter: Fikkert |
|                            |                    |               |           |                                                                           |

|                            |                              |               |                  |                                                                                        |
| 19 augustus 2017 14:30 uur | Ter Leede *                  | 2 – 0 (1 – 0) | DHC Delft        | Stadion: Sportpark De Roodemolen, Sassenheim Toeschouwers: 300 Scheidsrechter: Gansner |
| 19 augustus 2017 14:30 uur | Van Veen 45' Van Otterlo 70' |               | 38', 56' Brouwer | Stadion: Sportpark De Roodemolen, Sassenheim Toeschouwers: 300 Scheidsrechter: Gansner |
| 19 augustus 2017 14:30 uur |                              |               |                  | Stadion: Sportpark De Roodemolen, Sassenheim Toeschouwers: 300 Scheidsrechter: Gansner |
| 19 augustus 2017 14:30 uur |                              |               |                  | Stadion: Sportpark De Roodemolen, Sassenheim Toeschouwers: 300 Scheidsrechter: Gansner |
|                            |                              |               |                  |                                                                                        |

|                            |                                           |               |                                                 |                                                                                   |
| 19 augustus 2017 14:30 uur | VV Buitenpost *                           | 4 – 3 (0 – 0) | ZSV                                             | Stadion: Sportpark De Swadde, Buitenpost Toeschouwers: 450 Scheidsrechter: Winkel |
| 19 augustus 2017 14:30 uur | Terpstra 53' Dijk 61' Van Roeden 73', 84' |               | 74' K. Kuunders 75' D. Verlijsdonk 90' Wiersema | Stadion: Sportpark De Swadde, Buitenpost Toeschouwers: 450 Scheidsrechter: Winkel |
| 19 augustus 2017 14:30 uur |                                           |               |                                                 | Stadion: Sportpark De Swadde, Buitenpost Toeschouwers: 450 Scheidsrechter: Winkel |
| 19 augustus 2017 14:30 uur |                                           |               |                                                 | Stadion: Sportpark De Swadde, Buitenpost Toeschouwers: 450 Scheidsrechter: Winkel |
|                            |                                           |               |                                                 |                                                                                   |

|                            |                                                       |               |             |                                                                                            |
| 19 augustus 2017 14:30 uur | vv Capelle *                                          | 6 – 0 (3 – 0) | RKSV Nuenen | Stadion: Sportpark 't Slot, Capelle aan den IJssel Toeschouwers: 200 Scheidsrechter: Kieft |
| 19 augustus 2017 14:30 uur | Vyent 10' Van der Sande 13', 69', 80', 81' Kalika 29' |               |             | Stadion: Sportpark 't Slot, Capelle aan den IJssel Toeschouwers: 200 Scheidsrechter: Kieft |
| 19 augustus 2017 14:30 uur |                                                       |               |             | Stadion: Sportpark 't Slot, Capelle aan den IJssel Toeschouwers: 200 Scheidsrechter: Kieft |
| 19 augustus 2017 14:30 uur |                                                       |               |             | Stadion: Sportpark 't Slot, Capelle aan den IJssel Toeschouwers: 200 Scheidsrechter: Kieft |
|                            |                                                       |               |             |                                                                                            |

|                            |     |                               |                |                                                                         |
| 19 augustus 2017 15:00 uur | ACV | 0 – 3 (0 – 0)                 | USV Hercules * | Stadion: Univé-sportpark, Assen Toeschouwers: 150 Scheidsrechter: Dröge |
| 19 augustus 2017 15:00 uur |     | 60', 70' Fonville 87' Belarbi |                | Stadion: Univé-sportpark, Assen Toeschouwers: 150 Scheidsrechter: Dröge |
| 19 augustus 2017 15:00 uur |     |                               |                | Stadion: Univé-sportpark, Assen Toeschouwers: 150 Scheidsrechter: Dröge |
| 19 augustus 2017 15:00 uur |     |                               |                | Stadion: Univé-sportpark, Assen Toeschouwers: 150 Scheidsrechter: Dröge |
|                            |     |                               |                |                                                                         |

|                            |                                                         |               |                           |                                                                                 |
| 19 augustus 2017 15:00 uur | VV Dongen *                                             | 5 – 2 (3 – 1) | DOVO                      | Stadion: Sportpark De Biezen, Dongen Toeschouwers: 400 Scheidsrechter: Hensgens |
| 19 augustus 2017 15:00 uur | Hultermans 9' Mohammad 23', 53' Poelmans 38' Koenen 80' |               | 31' E. Patrick 56' Arends | Stadion: Sportpark De Biezen, Dongen Toeschouwers: 400 Scheidsrechter: Hensgens |
| 19 augustus 2017 15:00 uur |                                                         |               |                           | Stadion: Sportpark De Biezen, Dongen Toeschouwers: 400 Scheidsrechter: Hensgens |
| 19 augustus 2017 15:00 uur |                                                         |               |                           | Stadion: Sportpark De Biezen, Dongen Toeschouwers: 400 Scheidsrechter: Hensgens |
|                            |                                                         |               |                           |                                                                                 |

|                            |                                         |               |              |                                                                                     |
| 19 augustus 2017 17:00 uur | Ajax (ama.) *                           | 3 – 1 (2 – 0) | OJC Rosmalen | Stadion: Sportpark De Toekomst, Duivendrecht Toeschouwers: 250 Scheidsrechter: Smit |
| 19 augustus 2017 17:00 uur | El Amrani 5' (pen.) Misa-Danso 21', 60' |               | 62' Meeuwsen | Stadion: Sportpark De Toekomst, Duivendrecht Toeschouwers: 250 Scheidsrechter: Smit |
| 19 augustus 2017 17:00 uur |                                         |               |              | Stadion: Sportpark De Toekomst, Duivendrecht Toeschouwers: 250 Scheidsrechter: Smit |
| 19 augustus 2017 17:00 uur |                                         |               |              | Stadion: Sportpark De Toekomst, Duivendrecht Toeschouwers: 250 Scheidsrechter: Smit |
|                            |                                         |               |              |                                                                                     |

|                            |                                    |               |                  |                                                                       |
| 19 augustus 2017 17:00 uur | Sparta Nijkerk *                   | 3 – 0 (2 – 0) | VPV Purmersteijn | Stadion: De Ebbenhorst, Nijkerk Toeschouwers: 450 Scheidsrechter: Bos |
| 19 augustus 2017 17:00 uur | Buitenhuis 23', 62' Makizodila 44' |               |                  | Stadion: De Ebbenhorst, Nijkerk Toeschouwers: 450 Scheidsrechter: Bos |
| 19 augustus 2017 17:00 uur |                                    |               |                  | Stadion: De Ebbenhorst, Nijkerk Toeschouwers: 450 Scheidsrechter: Bos |
| 19 augustus 2017 17:00 uur |                                    |               |                  | Stadion: De Ebbenhorst, Nijkerk Toeschouwers: 450 Scheidsrechter: Bos |
|                            |                                    |               |                  |                                                                       |

|                        |                                                                                        |                                        | |                                                                                    |
| 19 augustus 2017 17:00 | ADO '20                                                                                | 1 – 1 (0 – 1, 1 – 1) n.v. 10 – 11 pen. | SV Spakenburg *                                                                                         | Stadion: Sportpark De Vlotter, Heemskerk Toeschouwers: 850 Scheidsrechter: Wassink |
| 19 augustus 2017 17:00 | De Waard 70'                                                                           |                                        | 5' Ties 52', 120' Van Rijn                                                                              | Stadion: Sportpark De Vlotter, Heemskerk Toeschouwers: 850 Scheidsrechter: Wassink |
| 19 augustus 2017 17:00 | Strafschoppen                                                                          |                                        | | Stadion: Sportpark De Vlotter, Heemskerk Toeschouwers: 850 Scheidsrechter: Wassink |
| 19 augustus 2017 17:00 | Rijnink Neele Dahi Wigman Van Leiden Vellema Amson Chekh Boom Van Kampen Rijnink Neele |                                        | Pilon M. Vreekamp Waalkens Tol Beijer Supusepa S. Vreekamp Ties Van der Neut Ter Wielen Tol S. Vreekamp | Stadion: Sportpark De Vlotter, Heemskerk Toeschouwers: 850 Scheidsrechter: Wassink |
|                        |                                                                                        |                                        | |                                                                                    |

|                            |               |               |                                             |                                                                                  |
| 19 augustus 2017 17:30 uur | VV Chevremont | 1 – 3 (1 – 1) | AVV Swift *                                 | Stadion: Sportpark Kaffeberg, Kerkrade Toeschouwers: 150 Scheidsrechter: Voncken |
| 19 augustus 2017 17:30 uur | Meijer 44'    |               | 14' Rosenhart 52' Wulffraat 60' (e.d.) Spel | Stadion: Sportpark Kaffeberg, Kerkrade Toeschouwers: 150 Scheidsrechter: Voncken |
| 19 augustus 2017 17:30 uur |               |               |                                             | Stadion: Sportpark Kaffeberg, Kerkrade Toeschouwers: 150 Scheidsrechter: Voncken |
| 19 augustus 2017 17:30 uur |               |               |                                             | Stadion: Sportpark Kaffeberg, Kerkrade Toeschouwers: 150 Scheidsrechter: Voncken |
|                            |               |               |                                             |                                                                                  |

|                            |             |               |                                |                                                                                      |
| 19 augustus 2017 18:00 uur | Groene Ster | 1 – 2 (1 – 0) | SVV Scheveningen *             | Stadion: Sportpark Pronsebroek, Heerlen Toeschouwers: 200 Scheidsrechter: Te Hennepe |
| 19 augustus 2017 18:00 uur | Schirra 10' |               | 48' (pen.) De Jong 71' Aldoğan | Stadion: Sportpark Pronsebroek, Heerlen Toeschouwers: 200 Scheidsrechter: Te Hennepe |
| 19 augustus 2017 18:00 uur |             |               |                                | Stadion: Sportpark Pronsebroek, Heerlen Toeschouwers: 200 Scheidsrechter: Te Hennepe |
| 19 augustus 2017 18:00 uur |             |               |                                | Stadion: Sportpark Pronsebroek, Heerlen Toeschouwers: 200 Scheidsrechter: Te Hennepe |
|                            |             |               |                                |                                                                                      |

|                            |              |               |                                                           |                                                                                         |
| 19 augustus 2017 18:00 uur | BVV          | 1 – 5 (0 – 3) | VV Staphorst *                                            | Stadion: Sportpark De Vliert, 's-Hertogenbosch Toeschouwers: 250 Scheidsrechter: Timmer |
| 19 augustus 2017 18:00 uur | Meerbach 51' |               | 11' Veldmate 35' Mijnheer 45' Brakke 71' Kin 80' Uuldriks | Stadion: Sportpark De Vliert, 's-Hertogenbosch Toeschouwers: 250 Scheidsrechter: Timmer |
| 19 augustus 2017 18:00 uur |              |               |                                                           | Stadion: Sportpark De Vliert, 's-Hertogenbosch Toeschouwers: 250 Scheidsrechter: Timmer |
| 19 augustus 2017 18:00 uur |              |               |                                                           | Stadion: Sportpark De Vliert, 's-Hertogenbosch Toeschouwers: 250 Scheidsrechter: Timmer |
|                            |              |               |                                                           |                                                                                         |

|                            |           |               |              |                                                                                                 |
| 19 augustus 2017 18:00 uur | JVC Cuijk | 0 – 1 n.v.    | SDC Putten * | Stadion: Sportpark De Groenendijkse Kampen, Cuijk Toeschouwers: 300 Scheidsrechter: Van der Pol |
| 19 augustus 2017 18:00 uur |           | 107' Geurtsen |              | Stadion: Sportpark De Groenendijkse Kampen, Cuijk Toeschouwers: 300 Scheidsrechter: Van der Pol |
| 19 augustus 2017 18:00 uur |           |               |              | Stadion: Sportpark De Groenendijkse Kampen, Cuijk Toeschouwers: 300 Scheidsrechter: Van der Pol |
| 19 augustus 2017 18:00 uur |           |               |              | Stadion: Sportpark De Groenendijkse Kampen, Cuijk Toeschouwers: 300 Scheidsrechter: Van der Pol |
|                            |           |               |              |                                                                                                 |

|                            |                                                             |               |                             |                                                                                  |
| 19 augustus 2017 19:00 uur | EVV *                                                       | 4 – 1 (0 – 1) | Olde Veste '54              | Stadion: Sportpark In de Bandert, Echt Toeschouwers: 200 Scheidsrechter: Şahiner |
| 19 augustus 2017 19:00 uur | Džurlić 53' Polman 63' (pen.) Lemmens 76' (pen.) Geenen 79' |               | 41' Blijham 63', 76' De Wit | Stadion: Sportpark In de Bandert, Echt Toeschouwers: 200 Scheidsrechter: Şahiner |
| 19 augustus 2017 19:00 uur |                                                             |               |                             | Stadion: Sportpark In de Bandert, Echt Toeschouwers: 200 Scheidsrechter: Şahiner |
| 19 augustus 2017 19:00 uur |                                                             |               |                             | Stadion: Sportpark In de Bandert, Echt Toeschouwers: 200 Scheidsrechter: Şahiner |
|                            |                                                             |               |                             |                                                                                  |

#### Tweede voorronde
In de tweede voorronde komen 54 amateurverenigingen in actie, de deelnemers zijn de 14 winnaars van de eerste voorronde, 26 vrijgelote deelnemers van de eerste voorronde en 14 verenigingen uit de Tweede divisie. De wedstrijden werden op 19, 20, 22, 23 en 26 augustus 2017 gespeeld.
|                            |                |               |                                 |                                                                                  |
| 19 augustus 2017 14:30 uur | DVS '33 Ermelo | 1 – 2 (0 – 2) | K.v.v. Quick Boys *             | Stadion: Sportpark Sportlaan, Ermelo Toeschouwers: 500 Scheidsrechter: Nagtegaal |
| 19 augustus 2017 14:30 uur | Yasar 50'      |               | 11' Van Nieuwkerk 29' Van Steen | Stadion: Sportpark Sportlaan, Ermelo Toeschouwers: 500 Scheidsrechter: Nagtegaal |
| 19 augustus 2017 14:30 uur |                |               |                                 | Stadion: Sportpark Sportlaan, Ermelo Toeschouwers: 500 Scheidsrechter: Nagtegaal |
| 19 augustus 2017 14:30 uur |                |               |                                 | Stadion: Sportpark Sportlaan, Ermelo Toeschouwers: 500 Scheidsrechter: Nagtegaal |
|                            |                |               |                                 |                                                                                  |

|                            |              |               |                                      |                                                                                           |
| 19 augustus 2017 15:00 uur | ASWH         | 1 – 3 (0 – 2) | HSV Hoek *                           | Stadion: Sportpark Schildman, Hendrik Ido Ambacht Toeschouwers: 450 Scheidsrechter: Vries |
| 19 augustus 2017 15:00 uur | De Lange 48' |               | 23', 37' Van Sprundel 90' Vandepitte | Stadion: Sportpark Schildman, Hendrik Ido Ambacht Toeschouwers: 450 Scheidsrechter: Vries |
| 19 augustus 2017 15:00 uur |              |               |                                      | Stadion: Sportpark Schildman, Hendrik Ido Ambacht Toeschouwers: 450 Scheidsrechter: Vries |
| 19 augustus 2017 15:00 uur |              |               |                                      | Stadion: Sportpark Schildman, Hendrik Ido Ambacht Toeschouwers: 450 Scheidsrechter: Vries |
|                            |              |               |                                      |                                                                                           |

|                            |                                          |               |                       |                                                                                |
| 19 augustus 2017 18:00 uur | Achilles '29 *                           | 3 – 2 (1 – 1) | OFC                   | Stadion: Sportpark de Heikant, Groesbeek Toeschouwers: 257 Scheidsrechter: Vos |
| 19 augustus 2017 18:00 uur | Popalzay 38' Van de Beek 65' Wouters 90' |               | 13' Opoku 76' Barakat | Stadion: Sportpark de Heikant, Groesbeek Toeschouwers: 257 Scheidsrechter: Vos |
| 19 augustus 2017 18:00 uur |                                          |               |                       | Stadion: Sportpark de Heikant, Groesbeek Toeschouwers: 257 Scheidsrechter: Vos |
| 19 augustus 2017 18:00 uur |                                          |               |                       | Stadion: Sportpark de Heikant, Groesbeek Toeschouwers: 257 Scheidsrechter: Vos |
|                            |                                          |               |                       |                                                                                |

|                            |                |                           |                                          |                                                                            |
| 19 augustus 2017 19:00 uur | SV TEC         | 1 – 3 (1 – 1, 1 – 1) n.v. | Rijnsburgse Boys *                       | Stadion: Sportpark De Lok, Tiel Toeschouwers: 450 Scheidsrechter: Paarhuis |
| 19 augustus 2017 19:00 uur | Van Gessel 21' |                           | 13' Jongeneelen 112' Tillema 120' Halman | Stadion: Sportpark De Lok, Tiel Toeschouwers: 450 Scheidsrechter: Paarhuis |
| 19 augustus 2017 19:00 uur |                |                           |                                          | Stadion: Sportpark De Lok, Tiel Toeschouwers: 450 Scheidsrechter: Paarhuis |
| 19 augustus 2017 19:00 uur |                |                           |                                          | Stadion: Sportpark De Lok, Tiel Toeschouwers: 450 Scheidsrechter: Paarhuis |
|                            |                |                           |                                          |                                                                            |

|                            |                                  |               |                 |                                                                                       |
| 20 augustus 2017 14:00 uur | Koninklijke HFC *                | 4 – 0 (2 – 0) | RKVV Westlandia | Stadion: Sportpark Spanjaardslaan, Haarlem Toeschouwers: 300 Scheidsrechter: De Vries |
| 20 augustus 2017 14:00 uur | Beeren 19', 58' Van Son 45', 67' |               |                 | Stadion: Sportpark Spanjaardslaan, Haarlem Toeschouwers: 300 Scheidsrechter: De Vries |
| 20 augustus 2017 14:00 uur |                                  |               |                 | Stadion: Sportpark Spanjaardslaan, Haarlem Toeschouwers: 300 Scheidsrechter: De Vries |
| 20 augustus 2017 14:00 uur |                                  |               |                 | Stadion: Sportpark Spanjaardslaan, Haarlem Toeschouwers: 300 Scheidsrechter: De Vries |
|                            |                                  |               |                 |                                                                                       |

|                            |                  |               |                           |                                                                                     |
| 20 augustus 2017 14:30 uur | AFC              | 0 – 2 (0 – 0) | ASV De Dijk *             | Stadion: Sportpark Goed Genoeg, Amsterdam Toeschouwers: 350 Scheidsrechter: Veekamp |
| 20 augustus 2017 14:30 uur | Nijpels 61', 77' |               | 85' Zwarthoed 90' Loukili | Stadion: Sportpark Goed Genoeg, Amsterdam Toeschouwers: 350 Scheidsrechter: Veekamp |
| 20 augustus 2017 14:30 uur |                  |               |                           | Stadion: Sportpark Goed Genoeg, Amsterdam Toeschouwers: 350 Scheidsrechter: Veekamp |
| 20 augustus 2017 14:30 uur |                  |               |                           | Stadion: Sportpark Goed Genoeg, Amsterdam Toeschouwers: 350 Scheidsrechter: Veekamp |
|                            |                  |               |                           |                                                                                     |

|                            |                    |                       |                |                                                                                            |
| 22 augustus 2017 18:00 uur | SVV Scheveningen * | 0 – 0 n.v. 3 – 2 pen. | VV Spijkenisse | Stadion: Sportpark Houtrust, Scheveningen Toeschouwers: 300 Scheidsrechter: De Brito Roque |
| 22 augustus 2017 18:00 uur |                    |                       |                | Stadion: Sportpark Houtrust, Scheveningen Toeschouwers: 300 Scheidsrechter: De Brito Roque |
| 22 augustus 2017 18:00 uur |                    |                       |                | Stadion: Sportpark Houtrust, Scheveningen Toeschouwers: 300 Scheidsrechter: De Brito Roque |
| 22 augustus 2017 18:00 uur |                    |                       |                | Stadion: Sportpark Houtrust, Scheveningen Toeschouwers: 300 Scheidsrechter: De Brito Roque |
|                            |                    |                       |                |                                                                                            |

|                            |                    |               |                                |                                                                                     |
| 22 augustus 2017 20:00 uur | HSC'21             | 0 – 1 (0 – 1) | VV Zwaluwen *                  | Stadion: Groot Scholtenhagen, Haaksbergen Toeschouwers: 445 Scheidsrechter: Oostrom |
| 22 augustus 2017 20:00 uur | Spanjaard 62', 88' |               | 38' Merrelaar 34', 77' De Heij | Stadion: Groot Scholtenhagen, Haaksbergen Toeschouwers: 445 Scheidsrechter: Oostrom |
| 22 augustus 2017 20:00 uur |                    |               |                                | Stadion: Groot Scholtenhagen, Haaksbergen Toeschouwers: 445 Scheidsrechter: Oostrom |
| 22 augustus 2017 20:00 uur |                    |               |                                | Stadion: Groot Scholtenhagen, Haaksbergen Toeschouwers: 445 Scheidsrechter: Oostrom |
|                            |                    |               |                                |                                                                                     |

|                            |                   |               |      |                                                                                          |
| 22 augustus 2017 20:00 uur | BVV Barendrecht * | 1 – 0 (1 – 0) | VVOG | Stadion: Sportpark de Bongerd, Barendrecht Toeschouwers: 300 Scheidsrechter: Van der Pol |
| 22 augustus 2017 20:00 uur | Eekman 43'        |               |      | Stadion: Sportpark de Bongerd, Barendrecht Toeschouwers: 300 Scheidsrechter: Van der Pol |
| 22 augustus 2017 20:00 uur |                   |               |      | Stadion: Sportpark de Bongerd, Barendrecht Toeschouwers: 300 Scheidsrechter: Van der Pol |
| 22 augustus 2017 20:00 uur |                   |               |      | Stadion: Sportpark de Bongerd, Barendrecht Toeschouwers: 300 Scheidsrechter: Van der Pol |
|                            |                   |               |      |                                                                                          |

|                            |                                              |                                      |                                           |                                                                             |
| 22 augustus 2017 20:00 uur | Harkemase Boys                               | 0 – 0 (0 – 0, 0 – 0) n.v. 2 – 3 pen. | Sparta Nijkerk *                          | Stadion: Sportpark De Bosk, Harkema Toeschouwers: 508 Scheidsrechter: Dröge |
| 22 augustus 2017 20:00 uur | Mennega 90', 96'                             |                                      | 109' Van der Wal                          | Stadion: Sportpark De Bosk, Harkema Toeschouwers: 508 Scheidsrechter: Dröge |
| 22 augustus 2017 20:00 uur | Strafschoppen                                |                                      |                                           | Stadion: Sportpark De Bosk, Harkema Toeschouwers: 508 Scheidsrechter: Dröge |
| 22 augustus 2017 20:00 uur | Bouius Schrijver De Groot Streutker Hooiveld |                                      | Dinc Makizodila Buitenhuis Al Haydar Heus | Stadion: Sportpark De Bosk, Harkema Toeschouwers: 508 Scheidsrechter: Dröge |
|                            |                                              |                                      |                                           |                                                                             |

|                            |                                |               |                    |                                                                                           |
| 22 augustus 2017 21:15 uur | Blauw Geel '38 *               | 3 – 2 (2 – 1) | SV Spakenburg      | Stadion: Prins Willem Alexander Sportpark, Veghel Toeschouwers: 600 Scheidsrechter: Cairo |
| 22 augustus 2017 21:15 uur | Ordu 14' Mols 45' Verbakel 86' |               | 34' Ties 70' Pilon | Stadion: Prins Willem Alexander Sportpark, Veghel Toeschouwers: 600 Scheidsrechter: Cairo |
| 22 augustus 2017 21:15 uur |                                |               |                    | Stadion: Prins Willem Alexander Sportpark, Veghel Toeschouwers: 600 Scheidsrechter: Cairo |
| 22 augustus 2017 21:15 uur |                                |               |                    | Stadion: Prins Willem Alexander Sportpark, Veghel Toeschouwers: 600 Scheidsrechter: Cairo |
|                            |                                |               |                    |                                                                                           |

|                            |                |               |                  |                                                                                      |
| 23 augustus 2017 18:00 uur | SV DFS         | 1 – 2 (0 – 2) | ONS Boso Sneek * | Stadion: Sportpark 't Heerenland, Opheusden Toeschouwers: 350 Scheidsrechter: Timmer |
| 23 augustus 2017 18:00 uur | Van Walsum 55' |               | 22', 32' Musliu  | Stadion: Sportpark 't Heerenland, Opheusden Toeschouwers: 350 Scheidsrechter: Timmer |
| 23 augustus 2017 18:00 uur |                |               |                  | Stadion: Sportpark 't Heerenland, Opheusden Toeschouwers: 350 Scheidsrechter: Timmer |
| 23 augustus 2017 18:00 uur |                |               |                  | Stadion: Sportpark 't Heerenland, Opheusden Toeschouwers: 350 Scheidsrechter: Timmer |
|                            |                |               |                  |                                                                                      |

|                            |                                      |               |                 |                                                                        |
| 23 augustus 2017 18:00 uur | AVV Swift *                          | 3 – 0 (1 – 0) | HBS-Craeyenhout | Stadion: Olympiaplein, Amsterdam Toeschouwers: 200 Scheidsrechter: Vos |
| 23 augustus 2017 18:00 uur | De Groot 35' Smeeing 62' Cabezas 83' |               |                 | Stadion: Olympiaplein, Amsterdam Toeschouwers: 200 Scheidsrechter: Vos |
| 23 augustus 2017 18:00 uur |                                      |               |                 | Stadion: Olympiaplein, Amsterdam Toeschouwers: 200 Scheidsrechter: Vos |
| 23 augustus 2017 18:00 uur |                                      |               |                 | Stadion: Olympiaplein, Amsterdam Toeschouwers: 200 Scheidsrechter: Vos |
|                            |                                      |               |                 |                                                                        |

|                            |                                           |                           |                         |                                                                                |
| 23 augustus 2017 18:00 uur | USV Hercules *                            | 4 – 2 (1 – 0, 2 – 2) n.v. | VV Dongen               | Stadion: Sportpark Voordorp, Utrecht Toeschouwers: 300 Scheidsrechter: Voncken |
| 23 augustus 2017 18:00 uur | Van Logtestijn 24', 47', 105' Blijham 98' |                           | 57' Kools 81' Schilders | Stadion: Sportpark Voordorp, Utrecht Toeschouwers: 300 Scheidsrechter: Voncken |
| 23 augustus 2017 18:00 uur |                                           |                           |                         | Stadion: Sportpark Voordorp, Utrecht Toeschouwers: 300 Scheidsrechter: Voncken |
| 23 augustus 2017 18:00 uur |                                           |                           |                         | Stadion: Sportpark Voordorp, Utrecht Toeschouwers: 300 Scheidsrechter: Voncken |
|                            |                                           |                           |                         |                                                                                |

|                            |                                                                 |               |           |                                                                                              |
| 23 augustus 2017 18:00 uur | vv Capelle *                                                    | 6 – 1 (1 – 0) | VV Altius | Stadion: Sportpark 't Slot, Capelle aan den IJssel Toeschouwers: 300 Scheidsrechter: De Cock |
| 23 augustus 2017 18:00 uur | Kalika 18' Van de Made 52', 72', 82' Van Lunteren 64' Avdić 80' |               | 60' Arp   | Stadion: Sportpark 't Slot, Capelle aan den IJssel Toeschouwers: 300 Scheidsrechter: De Cock |
| 23 augustus 2017 18:00 uur |                                                                 |               |           | Stadion: Sportpark 't Slot, Capelle aan den IJssel Toeschouwers: 300 Scheidsrechter: De Cock |
| 23 augustus 2017 18:00 uur |                                                                 |               |           | Stadion: Sportpark 't Slot, Capelle aan den IJssel Toeschouwers: 300 Scheidsrechter: De Cock |
|                            |                                                                 |               |           |                                                                                              |

|                            |                                                                    |                           |                                           |                                                                                         |
| 23 augustus 2017 19:30 uur | VVSB *                                                             | 4 – 3 (1 – 2, 3 – 3) n.v. | EVV                                       | Stadion: Sportpark de Boekhorst, Noordwijkerhout Toeschouwers: 400 Scheidsrechter: Smit |
| 23 augustus 2017 19:30 uur | Van der Slot 34' Jozić 52', 57' Džurlić 98' (e.d.) Zwart 28', 103' |                           | 11' (pen.) Polman 20' Argoubi 61' Lemmens | Stadion: Sportpark de Boekhorst, Noordwijkerhout Toeschouwers: 400 Scheidsrechter: Smit |
| 23 augustus 2017 19:30 uur |                                                                    |                           |                                           | Stadion: Sportpark de Boekhorst, Noordwijkerhout Toeschouwers: 400 Scheidsrechter: Smit |
| 23 augustus 2017 19:30 uur |                                                                    |                           |                                           | Stadion: Sportpark de Boekhorst, Noordwijkerhout Toeschouwers: 400 Scheidsrechter: Smit |
|                            |                                                                    |                           |                                           |                                                                                         |

|                            |            |                  |                  |                                                                                     |
| 23 augustus 2017 19:30 uur | FC Lienden | 0 – 1 (0 – 0)    | HHC Hardenberg * | Stadion: Sportpark de Abdijhof, Lienden Toeschouwers: 450 Scheidsrechter: Nagtegaal |
| 23 augustus 2017 19:30 uur |            | 85' (pen.) Metaj |                  | Stadion: Sportpark de Abdijhof, Lienden Toeschouwers: 450 Scheidsrechter: Nagtegaal |
| 23 augustus 2017 19:30 uur |            |                  |                  | Stadion: Sportpark de Abdijhof, Lienden Toeschouwers: 450 Scheidsrechter: Nagtegaal |
| 23 augustus 2017 19:30 uur |            |                  |                  | Stadion: Sportpark de Abdijhof, Lienden Toeschouwers: 450 Scheidsrechter: Nagtegaal |
|                            |            |                  |                  |                                                                                     |

|                            |                          |                           |                           |                                                                                  |
| 23 augustus 2017 20:00 uur | VV UNA                   | 1 – 2 (0 – 0, 0 – 0) n.v. | VV Staphorst *            | Stadion: Sportpark Zeelst, Veldhoven Toeschouwers: 300 Scheidsrechter: Karremans |
| 23 augustus 2017 20:00 uur | Van de Gevel 105' (pen.) |                           | 96' Reuvers 104' Veldmate | Stadion: Sportpark Zeelst, Veldhoven Toeschouwers: 300 Scheidsrechter: Karremans |
| 23 augustus 2017 20:00 uur |                          |                           |                           | Stadion: Sportpark Zeelst, Veldhoven Toeschouwers: 300 Scheidsrechter: Karremans |
| 23 augustus 2017 20:00 uur |                          |                           |                           | Stadion: Sportpark Zeelst, Veldhoven Toeschouwers: 300 Scheidsrechter: Karremans |
|                            |                          |                           |                           |                                                                                  |

|                            |                       |               |                        |                                                                                        |
| 23 augustus 2017 20:00 uur | H.V. & C.V. Quick     | 2 – 3 (0 – 1) | Ter Leede *            | Stadion: Sportpark Nieuw Hanenburg, Den Haag Toeschouwers: 300 Scheidsrechter: Şahiner |
| 23 augustus 2017 20:00 uur | Meinema 82' Hadui 88' |               | 40', 57' Bok 55' Siali | Stadion: Sportpark Nieuw Hanenburg, Den Haag Toeschouwers: 300 Scheidsrechter: Şahiner |
| 23 augustus 2017 20:00 uur |                       |               |                        | Stadion: Sportpark Nieuw Hanenburg, Den Haag Toeschouwers: 300 Scheidsrechter: Şahiner |
| 23 augustus 2017 20:00 uur |                       |               |                        | Stadion: Sportpark Nieuw Hanenburg, Den Haag Toeschouwers: 300 Scheidsrechter: Şahiner |
|                            |                       |               |                        |                                                                                        |

|                            |           |                       |                 |                                                                                        |
| 23 augustus 2017 20:00 uur | Quick '20 | 0 – 1 (0 – 1)         | CSV Apeldoorn * | Stadion: Sportpark Vondersweijde, Oldenzaal Toeschouwers: 300 Scheidsrechter: Rozendal |
| 23 augustus 2017 20:00 uur |           | 13' Van Es 89' Jansen |                 | Stadion: Sportpark Vondersweijde, Oldenzaal Toeschouwers: 300 Scheidsrechter: Rozendal |
| 23 augustus 2017 20:00 uur |           |                       |                 | Stadion: Sportpark Vondersweijde, Oldenzaal Toeschouwers: 300 Scheidsrechter: Rozendal |
| 23 augustus 2017 20:00 uur |           |                       |                 | Stadion: Sportpark Vondersweijde, Oldenzaal Toeschouwers: 300 Scheidsrechter: Rozendal |
|                            |           |                       |                 |                                                                                        |

|                            |                                                           |                                      |                                                                                 |                                                                                    |
| 23 augustus 2017 20:00 uur | Excelsior Maassluis                                       | 1 – 1 (0 – 1, 1 – 1) n.v. 6 – 7 pen. | FC Lisse *                                                                      | Stadion: Sportpark Lavendelstraat, Maassluis Toeschouwers: 500 Scheidsrechter: Bos |
| 23 augustus 2017 20:00 uur | Kurt 47' Tiryakioğlu 120'                                 |                                      | 6' Monteny 60', 102' Buijs                                                      | Stadion: Sportpark Lavendelstraat, Maassluis Toeschouwers: 500 Scheidsrechter: Bos |
| 23 augustus 2017 20:00 uur | Strafschoppen                                             |                                      |                                                                                 | Stadion: Sportpark Lavendelstraat, Maassluis Toeschouwers: 500 Scheidsrechter: Bos |
| 23 augustus 2017 20:00 uur | Van Ooijen Kruithof Bennett Smith Lake Gosepa Kurt Browne |                                      | Van Eeuwijk Van Boxel Buimer Hagary Van der Putten Rauws Vermeulen Van der Zwet | Stadion: Sportpark Lavendelstraat, Maassluis Toeschouwers: 500 Scheidsrechter: Bos |
|                            |                                                           |                                      |                                                                                 |                                                                                    |

|                            |                           |                           |                             |                                                                                    |
| 23 augustus 2017 20:00 uur | Ajax (ama.) *             | 2 – 1 (0 – 1, 1 – 1) n.v. | Be Quick 1887               | Stadion: Sportpark De Toekomst, Amsterdam Toeschouwers: 140 Scheidsrechter: Winkel |
| 23 augustus 2017 20:00 uur | El Amrani 82' Cijntje 97' |                           | 42' Wiersma 60', 102' Buijs | Stadion: Sportpark De Toekomst, Amsterdam Toeschouwers: 140 Scheidsrechter: Winkel |
| 23 augustus 2017 20:00 uur |                           |                           |                             | Stadion: Sportpark De Toekomst, Amsterdam Toeschouwers: 140 Scheidsrechter: Winkel |
| 23 augustus 2017 20:00 uur |                           |                           |                             | Stadion: Sportpark De Toekomst, Amsterdam Toeschouwers: 140 Scheidsrechter: Winkel |
|                            |                           |                           |                             |                                                                                    |

|                            |                                                  |                                      |                                               |                                                                                 |
| 23 augustus 2017 20:00 uur | VV De Meern *                                    | 1 – 1 (0 – 1, 1 – 1) n.v. 4 – 3 pen. | VC Vlissingen                                 | Stadion: Sportpark De Meern, De Meern Toeschouwers: 275 Scheidsrechter: Gansner |
| 23 augustus 2017 20:00 uur | Waltman 71'                                      |                                      | 24' Eryürük                                   | Stadion: Sportpark De Meern, De Meern Toeschouwers: 275 Scheidsrechter: Gansner |
| 23 augustus 2017 20:00 uur | Strafschoppen                                    |                                      |                                               | Stadion: Sportpark De Meern, De Meern Toeschouwers: 275 Scheidsrechter: Gansner |
| 23 augustus 2017 20:00 uur | Ben Ahmed El Bennay Den Haag Waltman Den Hartogh |                                      | Eryürük Gooding Dos Santos Siereveld Manuhuwa | Stadion: Sportpark De Meern, De Meern Toeschouwers: 275 Scheidsrechter: Gansner |
|                            |                                                  |                                      |                                               |                                                                                 |

|                            |                                                         |               |                  |                                                                                       |
| 23 augustus 2017 20:00 uur | GVVV *                                                  | 7 – 0 (3 – 0) | Magreb '90       | Stadion: Sportpark Panhuis, Veenendaal Toeschouwers: 650 Scheidsrechter: Van der Laan |
| 23 augustus 2017 20:00 uur | De Graaf 28', 43', 45', 83' Mulder 50', 86' Brouwer 67' |               | 70' El Ghazouani | Stadion: Sportpark Panhuis, Veenendaal Toeschouwers: 650 Scheidsrechter: Van der Laan |
| 23 augustus 2017 20:00 uur |                                                         |               |                  | Stadion: Sportpark Panhuis, Veenendaal Toeschouwers: 650 Scheidsrechter: Van der Laan |
| 23 augustus 2017 20:00 uur |                                                         |               |                  | Stadion: Sportpark Panhuis, Veenendaal Toeschouwers: 650 Scheidsrechter: Van der Laan |
|                            |                                                         |               |                  |                                                                                       |

|                            |                                               |               |                     |                                                                                    |
| 23 augustus 2017 20:00 uur | Vv Noordwijk *                                | 3 – 2 (0 – 0) | IJsselmeervogels    | Stadion: Sportpark Duinwetering, Noordwijk Toeschouwers: 400 Scheidsrechter: Vries |
| 23 augustus 2017 20:00 uur | Westdijk 59', 70' Bröcker 90+4' Overvliet 70' |               | 47' Öztürk 53' Moro | Stadion: Sportpark Duinwetering, Noordwijk Toeschouwers: 400 Scheidsrechter: Vries |
| 23 augustus 2017 20:00 uur |                                               |               |                     | Stadion: Sportpark Duinwetering, Noordwijk Toeschouwers: 400 Scheidsrechter: Vries |
| 23 augustus 2017 20:00 uur |                                               |               |                     | Stadion: Sportpark Duinwetering, Noordwijk Toeschouwers: 400 Scheidsrechter: Vries |
|                            |                                               |               |                     |                                                                                    |

|                            |                       |               |                                    |                                                                                    |
| 23 augustus 2017 20:15 uur | ODIN '59              | 1 – 3 (0 – 2) | SDC Putten *                       | Stadion: Sportpark Assumburg, Heemskerk Toeschouwers: 200 Scheidsrechter: Hensgens |
| 23 augustus 2017 20:15 uur | Cremers 80', 41', 82' |               | 8', 90' J. van den Brink 16' Pluim | Stadion: Sportpark Assumburg, Heemskerk Toeschouwers: 200 Scheidsrechter: Hensgens |
| 23 augustus 2017 20:15 uur |                       |               |                                    | Stadion: Sportpark Assumburg, Heemskerk Toeschouwers: 200 Scheidsrechter: Hensgens |
| 23 augustus 2017 20:15 uur |                       |               |                                    | Stadion: Sportpark Assumburg, Heemskerk Toeschouwers: 200 Scheidsrechter: Hensgens |
|                            |                       |               |                                    |                                                                                    |

|                            |                     |               |                                |                                                                      |
| 26 augustus 2017 14:30 uur | VV Buitenpost       | 0 – 2 (0 – 0) | SC Genemuiden *                | Stadion: De Swadde, Buitenpost Toeschouwers: 550 Scheidsrechter: Vos |
| 26 augustus 2017 14:30 uur | Schootstra 63', 78' |               | 67', 90' Kavak 67', 74' Breman | Stadion: De Swadde, Buitenpost Toeschouwers: 550 Scheidsrechter: Vos |
| 26 augustus 2017 14:30 uur |                     |               |                                | Stadion: De Swadde, Buitenpost Toeschouwers: 550 Scheidsrechter: Vos |
| 26 augustus 2017 14:30 uur |                     |               |                                | Stadion: De Swadde, Buitenpost Toeschouwers: 550 Scheidsrechter: Vos |
|                            |                     |               |                                |                                                                      |

### Hoofdtoernooi

#### Video-assistenten en een vierde wissel
Video-assistent (VAR) en assistent videoscheidsrechter (AVAR)
De KNVB heeft wederom van de IFAB en van de FIFA toestemming gekregen om dit seizoen verder te gaan met het live-testen van de video-assistenten (één video-assistent volgt de wedstrijd, de ander richt zich op de herhalingen). Per ronde wordt gekeken bij welke wedstrijden dit wordt getest en dit is gebaseerd op de beschikbaarheid van voldoende televisiecamera's en de benodigde infrastructurele voorzieningen die bij de stadions aanwezig zijn. De Video Assistent Referees zijn scheidsrechters die de arbitrage kunnen ondersteunen in het nemen van cruciale beslissingen in de wedstrijd. Dit doen ze op basis van beelden van de aanwezige camera's in het stadion en vanuit een centrale plek in Hilversum. Deze plek is op het Mediapark in een zogeheten KNVB Replay Center. De video-assistenten adviseren de scheidsrechter bij wedstrijdbepalende spelsituaties: penalty's, rodekaartmomenten en doelpunten waar een overtreding of buitenspel aan vooraf is gegaan. De scheidsrechter op het veld blijft verantwoordelijk voor de beslissingen. Tijdens deze wedstrijden is er ook weer een beeldscherm naast het veld aanwezig, zodat de scheidsrechter het advies van de video-assistenten kan terugkijken.
Een vierde wissel
Tevens heeft de KNVB van de IFAB en van de FIFA toestemming gekregen om dit seizoen te starten met het testen van een vierde wissel in de verlenging van een bekerduel.

#### Eerste ronde
In de eerste ronde kwamen de 27 winnaars uit de tweede voorronde, (plaatsvervangend) periodekampioenen uit de Tweede divisie en de betaaldvoetbalorganisaties uit. De clubs die dit seizoen Europees voetbal speelden, kwamen in deze ronde niet tegen elkaar uit. De amateurverenigingen speelden thuis bij loting tegen een betaaldvoetbalorganisatie. Deze loting werd op 26 augustus 2017 verricht door Glenn Helder in de Fox Sports-studio.
|                             |                                |               |                                     |                                                                                      |
| 19 september 2017 17:00 uur | VV Zwaluwen                    | 2 – 3 (0 – 0) | FC Den Bosch *                      | Stadion: Sportpark Zwaluwenlaan, Vlaardingen Toeschouwers: 750 Scheidsrechter: Blank |
| 19 september 2017 17:00 uur | Merrelaar 86' Gudde 90' (pen.) |               | 52' Biemans 64' (pen.), 81' Blummel | Stadion: Sportpark Zwaluwenlaan, Vlaardingen Toeschouwers: 750 Scheidsrechter: Blank |
| 19 september 2017 17:00 uur |                                |               |                                     | Stadion: Sportpark Zwaluwenlaan, Vlaardingen Toeschouwers: 750 Scheidsrechter: Blank |
| 19 september 2017 17:00 uur |                                |               |                                     | Stadion: Sportpark Zwaluwenlaan, Vlaardingen Toeschouwers: 750 Scheidsrechter: Blank |
|                             |                                |               |                                     |                                                                                      |

|                             |                |               |                  | |
| 19 september 2017 18:30 uur | RKC Waalwijk * | 1 – 0 (0 – 0) | Sparta Rotterdam | Stadion: Mandemakers Stadion, Waalwijk Toeschouwers: 1.050 Scheidsrechter: Nijhuis Video-assistenten: Van Boekel Video-assistenten: Manschot (AVAR) |
| 19 september 2017 18:30 uur | Seys 63'       |               |                  | Stadion: Mandemakers Stadion, Waalwijk Toeschouwers: 1.050 Scheidsrechter: Nijhuis Video-assistenten: Van Boekel Video-assistenten: Manschot (AVAR) |
| 19 september 2017 18:30 uur |                |               |                  | Stadion: Mandemakers Stadion, Waalwijk Toeschouwers: 1.050 Scheidsrechter: Nijhuis Video-assistenten: Van Boekel Video-assistenten: Manschot (AVAR) |
| 19 september 2017 18:30 uur |                |               |                  | Stadion: Mandemakers Stadion, Waalwijk Toeschouwers: 1.050 Scheidsrechter: Nijhuis Video-assistenten: Van Boekel Video-assistenten: Manschot (AVAR) |
|                             |                |               |                  | |

|                             |              |                         |                   |                                                                                      |
| 19 september 2017 19:45 uur | Vv Noordwijk | 0 – 1 (0 – 0)           | Fortuna Sittard * | Stadion: Sportpark Duinwetering, Noordwijk Toeschouwers: 761 Scheidsrechter: Ruperti |
| 19 september 2017 19:45 uur |              | 69' Dianessy 90' Smeets |                   | Stadion: Sportpark Duinwetering, Noordwijk Toeschouwers: 761 Scheidsrechter: Ruperti |
| 19 september 2017 19:45 uur |              |                         |                   | Stadion: Sportpark Duinwetering, Noordwijk Toeschouwers: 761 Scheidsrechter: Ruperti |
| 19 september 2017 19:45 uur |              |                         |                   | Stadion: Sportpark Duinwetering, Noordwijk Toeschouwers: 761 Scheidsrechter: Ruperti |
|                             |              |                         |                   |                                                                                      |

|                             |                           |               |                                 |                                                                                             |
| 19 september 2017 19:45 uur | BVV Barendrecht           | 1 – 3 (1 – 1) | Go Ahead Eagles *               | Stadion: Sportpark de Bongerd, Barendrecht Toeschouwers: 1.000 Scheidsrechter: Van der Eijk |
| 19 september 2017 19:45 uur | Esajas 14' Van Deelen 77' |               | 30' Langedijk 74', 86' Hendriks | Stadion: Sportpark de Bongerd, Barendrecht Toeschouwers: 1.000 Scheidsrechter: Van der Eijk |
| 19 september 2017 19:45 uur |                           |               |                                 | Stadion: Sportpark de Bongerd, Barendrecht Toeschouwers: 1.000 Scheidsrechter: Van der Eijk |
| 19 september 2017 19:45 uur |                           |               |                                 | Stadion: Sportpark de Bongerd, Barendrecht Toeschouwers: 1.000 Scheidsrechter: Van der Eijk |
|                             |                           |               |                                 |                                                                                             |

|                             |                |               |                |                                                                              |
| 19 september 2017 19:45 uur | Sparta Nijkerk | 0 – 1 (0 – 0) | FC Eindhoven * | Stadion: De Ebbenhorst, Nijkerk Toeschouwers: 1.200 Scheidsrechter: Van Herk |
| 19 september 2017 19:45 uur |                | 75' Lieder    |                | Stadion: De Ebbenhorst, Nijkerk Toeschouwers: 1.200 Scheidsrechter: Van Herk |
| 19 september 2017 19:45 uur |                |               |                | Stadion: De Ebbenhorst, Nijkerk Toeschouwers: 1.200 Scheidsrechter: Van Herk |
| 19 september 2017 19:45 uur |                |               |                | Stadion: De Ebbenhorst, Nijkerk Toeschouwers: 1.200 Scheidsrechter: Van Herk |
|                             |                |               |                |                                                                              |

|                             |        |                        |                  |                                                                                 |
| 19 september 2017 19:45 uur | FC Oss | 0 – 2 (0 – 1)          | Almere City FC * | Stadion: Frans Heesen Stadion, Oss Toeschouwers: 1.800 Scheidsrechter: Kamphuis |
| 19 september 2017 19:45 uur |        | 18' Owusu 64' Valpoort |                  | Stadion: Frans Heesen Stadion, Oss Toeschouwers: 1.800 Scheidsrechter: Kamphuis |
| 19 september 2017 19:45 uur |        |                        |                  | Stadion: Frans Heesen Stadion, Oss Toeschouwers: 1.800 Scheidsrechter: Kamphuis |
| 19 september 2017 19:45 uur |        |                        |                  | Stadion: Frans Heesen Stadion, Oss Toeschouwers: 1.800 Scheidsrechter: Kamphuis |
|                             |        |                        |                  |                                                                                 |

|                             |                                               |               |                                                            |                                                                          |
| 19 september 2017 19:45 uur | Helmond Sport                                 | 1 – 5 (0 – 1) | SC Cambuur *                                               | Stadion: Lavans Stadion, Helmond Toeschouwers: 1.245 Scheidsrechter: Bax |
| 19 september 2017 19:45 uur | Edwards 55' Van Koesveld 39', 60' Markiet 68' |               | 11', 52' Van Kippersluis 78' Rossi 81' Kallon 89' Robertha | Stadion: Lavans Stadion, Helmond Toeschouwers: 1.245 Scheidsrechter: Bax |
| 19 september 2017 19:45 uur |                                               |               |                                                            | Stadion: Lavans Stadion, Helmond Toeschouwers: 1.245 Scheidsrechter: Bax |
| 19 september 2017 19:45 uur |                                               |               |                                                            | Stadion: Lavans Stadion, Helmond Toeschouwers: 1.245 Scheidsrechter: Bax |
|                             |                                               |               |                                                            |                                                                          |

|                             |                |               |                |                                                                                  |
| 19 september 2017 19:45 uur | GVVV *         | 1 – 0 (0 – 0) | FC Dordrecht   | Stadion: Sportpark Panhuis, Veenendaal Toeschouwers: 800 Scheidsrechter: Gerrets |
| 19 september 2017 19:45 uur | Laghmouchi 66' |               | 54', 83' Hamer | Stadion: Sportpark Panhuis, Veenendaal Toeschouwers: 800 Scheidsrechter: Gerrets |
| 19 september 2017 19:45 uur |                |               |                | Stadion: Sportpark Panhuis, Veenendaal Toeschouwers: 800 Scheidsrechter: Gerrets |
| 19 september 2017 19:45 uur |                |               |                | Stadion: Sportpark Panhuis, Veenendaal Toeschouwers: 800 Scheidsrechter: Gerrets |
|                             |                |               |                |                                                                                  |

|                             |             |               |                                |                                                                                  |
| 19 september 2017 19:45 uur | FC Emmen    | 1 – 3 (1 – 1) | N.E.C. *                       | Stadion: JENS Vesting, Emmen Toeschouwers: 2.452 Scheidsrechter: Van den Kerkhof |
| 19 september 2017 19:45 uur | Bannink 30' |               | 34', 49' Braken 53' Groeneveld | Stadion: JENS Vesting, Emmen Toeschouwers: 2.452 Scheidsrechter: Van den Kerkhof |
| 19 september 2017 19:45 uur |             |               |                                | Stadion: JENS Vesting, Emmen Toeschouwers: 2.452 Scheidsrechter: Van den Kerkhof |
| 19 september 2017 19:45 uur |             |               |                                | Stadion: JENS Vesting, Emmen Toeschouwers: 2.452 Scheidsrechter: Van den Kerkhof |
|                             |             |               |                                |                                                                                  |

|                             |                                                    |                                      |                                                       |                                                                                        |
| 19 september 2017 19:45 uur | Kozakken Boys *                                    | 1 – 1 (1 – 0, 1 – 1) n.v. 4 – 3 pen. | De Graafschap                                         | Stadion: Sportpark de Zwaaier, Werkendam Toeschouwers: 1.500 Scheidsrechter: C. Mulder |
| 19 september 2017 19:45 uur | Sönmez 33'                                         |                                      | 68' Ars                                               | Stadion: Sportpark de Zwaaier, Werkendam Toeschouwers: 1.500 Scheidsrechter: C. Mulder |
| 19 september 2017 19:45 uur | Strafschoppen                                      |                                      |                                                       | Stadion: Sportpark de Zwaaier, Werkendam Toeschouwers: 1.500 Scheidsrechter: C. Mulder |
| 19 september 2017 19:45 uur | Stout Pollemans Van Ingen Agatowski Mendes Moreira |                                      | S. Nieuwpoort Klaasen Van Mieghem Keurntjes Serrarens | Stadion: Sportpark de Zwaaier, Werkendam Toeschouwers: 1.500 Scheidsrechter: C. Mulder |
|                             |                                                    |                                      |                                                       |                                                                                        |

|                             |                   |               |                                                  |                                                                               |
| 19 september 2017 19:45 uur | K.v.v. Quick Boys | 1 – 3 (1 – 1) | FC Volendam *                                    | Stadion: Nieuw Zuid, Katwijk Toeschouwers: 2.200 Scheidsrechter: Van de Graaf |
| 19 september 2017 19:45 uur | Teijsse 5'        |               | 34' Pedro 45' Ten Den 53' Runderkamp 89' Mertens | Stadion: Nieuw Zuid, Katwijk Toeschouwers: 2.200 Scheidsrechter: Van de Graaf |
| 19 september 2017 19:45 uur |                   |               |                                                  | Stadion: Nieuw Zuid, Katwijk Toeschouwers: 2.200 Scheidsrechter: Van de Graaf |
| 19 september 2017 19:45 uur |                   |               |                                                  | Stadion: Nieuw Zuid, Katwijk Toeschouwers: 2.200 Scheidsrechter: Van de Graaf |
|                             |                   |               |                                                  |                                                                               |

|                             |               |               |                               |                                                                                      |
| 19 september 2017 19:45 uur | SC Genemuiden | 1 – 3 (1 – 1) | De Treffers *                 | Stadion: Sportpark de Wetering, Genemuiden Toeschouwers: 1.250 Scheidsrechter: Dröge |
| 19 september 2017 19:45 uur | Kavak 32'     |               | 40', 80' Badjeck 75' De Bondt | Stadion: Sportpark de Wetering, Genemuiden Toeschouwers: 1.250 Scheidsrechter: Dröge |
| 19 september 2017 19:45 uur |               |               |                               | Stadion: Sportpark de Wetering, Genemuiden Toeschouwers: 1.250 Scheidsrechter: Dröge |
| 19 september 2017 19:45 uur |               |               |                               | Stadion: Sportpark de Wetering, Genemuiden Toeschouwers: 1.250 Scheidsrechter: Dröge |
|                             |               |               |                               |                                                                                      |

|                             |                  |                             |                   |                                                                                    |
| 19 september 2017 19:45 uur | Rijnsburgse Boys | 0 – 2 (0 – 1)               | Heracles Almelo * | Stadion: Sportpark Middelmors, Rijnsburg Toeschouwers: 1.100 Scheidsrechter: Pérez |
| 19 september 2017 19:45 uur |                  | 73' Pelupessy 90+2' Vermeij |                   | Stadion: Sportpark Middelmors, Rijnsburg Toeschouwers: 1.100 Scheidsrechter: Pérez |
| 19 september 2017 19:45 uur |                  |                             |                   | Stadion: Sportpark Middelmors, Rijnsburg Toeschouwers: 1.100 Scheidsrechter: Pérez |
| 19 september 2017 19:45 uur |                  |                             |                   | Stadion: Sportpark Middelmors, Rijnsburg Toeschouwers: 1.100 Scheidsrechter: Pérez |
|                             |                  |                             |                   |                                                                                    |

|                             |                |               |                                  | |
| 19 september 2017 20:45 uur | MVV Maastricht | 2 – 3 (1 – 2) | AZ *                             | Stadion: De Geusselt, Maastricht Toeschouwers: 4.270 Scheidsrechter: Makkelie Video-assistenten: Janssen Video-assistenten: S. Mulder (AVAR) |
| 19 september 2017 20:45 uur | Mmaee 34', 71' |               | 7' Hatzidiakos 43', 82' Weghorst | Stadion: De Geusselt, Maastricht Toeschouwers: 4.270 Scheidsrechter: Makkelie Video-assistenten: Janssen Video-assistenten: S. Mulder (AVAR) |
| 19 september 2017 20:45 uur |                |               |                                  | Stadion: De Geusselt, Maastricht Toeschouwers: 4.270 Scheidsrechter: Makkelie Video-assistenten: Janssen Video-assistenten: S. Mulder (AVAR) |
| 19 september 2017 20:45 uur |                |               |                                  | Stadion: De Geusselt, Maastricht Toeschouwers: 4.270 Scheidsrechter: Makkelie Video-assistenten: Janssen Video-assistenten: S. Mulder (AVAR) |
|                             |                |               |                                  | |

|                             |            |                                                |                    |                                                                                            |
| 20 september 2017 17:00 uur | vv Capelle | 0 – 5 (0 – 3)                                  | Roda JC Kerkrade * | Stadion: Sportpark 't Slot, Capelle aan den IJssel Toeschouwers: 850 Scheidsrechter: Kooij |
| 20 september 2017 17:00 uur |            | 6' Schahin 13' Rutjes 40' Engels 83', 84' Djim |                    | Stadion: Sportpark 't Slot, Capelle aan den IJssel Toeschouwers: 850 Scheidsrechter: Kooij |
| 20 september 2017 17:00 uur |            |                                                |                    | Stadion: Sportpark 't Slot, Capelle aan den IJssel Toeschouwers: 850 Scheidsrechter: Kooij |
| 20 september 2017 17:00 uur |            |                                                |                    | Stadion: Sportpark 't Slot, Capelle aan den IJssel Toeschouwers: 850 Scheidsrechter: Kooij |
|                             |            |                                                |                    |                                                                                            |

|                             |                                               |                                      |                             |                                                                                |
| 20 september 2017 17:00 uur | AVV Swift *                                   | 0 – 0 (0 – 0, 0 – 0) n.v. 5 – 3 pen. | Vitesse                     | Stadion: Olympiaplein, Amsterdam Toeschouwers: 1.500 Scheidsrechter: Dieperink |
| 20 september 2017 17:00 uur |                                               |                                      |                             | Stadion: Olympiaplein, Amsterdam Toeschouwers: 1.500 Scheidsrechter: Dieperink |
| 20 september 2017 17:00 uur | Strafschoppen                                 |                                      |                             | Stadion: Olympiaplein, Amsterdam Toeschouwers: 1.500 Scheidsrechter: Dieperink |
| 20 september 2017 17:00 uur | Christianen Dinkgreve Moelee De Groot Ruijter |                                      | Büttner Matavž Foor Colkett | Stadion: Olympiaplein, Amsterdam Toeschouwers: 1.500 Scheidsrechter: Dieperink |
|                             |                                               |                                      |                             |                                                                                |

|                             |                  |               |                                                                 | |
| 20 september 2017 18:30 uur | SVV Scheveningen | 1 – 5 (0 – 2) | Ajax *                                                          | Stadion: Cars Jeans Stadion, Den Haag Toeschouwers: 3.500 Scheidsrechter: Kuipers Video-assistenten: Makkelie Video-assistenten: Bax (AVAR) |
| 20 september 2017 18:30 uur | Rog 62'          |               | 5', 80', 85' (pen.) Dolberg 42' S. de Jong 57' (e.d.) Koorndijk | Stadion: Cars Jeans Stadion, Den Haag Toeschouwers: 3.500 Scheidsrechter: Kuipers Video-assistenten: Makkelie Video-assistenten: Bax (AVAR) |
| 20 september 2017 18:30 uur |                  |               |                                                                 | Stadion: Cars Jeans Stadion, Den Haag Toeschouwers: 3.500 Scheidsrechter: Kuipers Video-assistenten: Makkelie Video-assistenten: Bax (AVAR) |
| 20 september 2017 18:30 uur |                  |               |                                                                 | Stadion: Cars Jeans Stadion, Den Haag Toeschouwers: 3.500 Scheidsrechter: Kuipers Video-assistenten: Makkelie Video-assistenten: Bax (AVAR) |
|                             |                  |               |                                                                 | |

|                             |                              |               |                |                                                                                     |
| 20 september 2017 19:45 uur | ASV De Dijk *                | 2 – 1 (0 – 1) | HHC Hardenberg | Stadion: Sportpark Schellingwoude, Amsterdam Toeschouwers: 400 Scheidsrechter: Bijl |
| 20 september 2017 19:45 uur | El Gourari 51' Zwarthoed 72' |               | 29' Van Hezel  | Stadion: Sportpark Schellingwoude, Amsterdam Toeschouwers: 400 Scheidsrechter: Bijl |
| 20 september 2017 19:45 uur |                              |               |                | Stadion: Sportpark Schellingwoude, Amsterdam Toeschouwers: 400 Scheidsrechter: Bijl |
| 20 september 2017 19:45 uur |                              |               |                | Stadion: Sportpark Schellingwoude, Amsterdam Toeschouwers: 400 Scheidsrechter: Bijl |
|                             |                              |               |                |                                                                                     |

|                             |                                                 |               |           |                                                                                    |
| 20 september 2017 19:45 uur | VV Katwijk *                                    | 4 – 0 (1 – 0) | Ter Leede | Stadion: Sportpark De Krom, Katwijk Toeschouwers: 900 Scheidsrechter: Van der Laan |
| 20 september 2017 19:45 uur | Mengerink 43' Berkhout 60', 61' Van den Ban 72' |               |           | Stadion: Sportpark De Krom, Katwijk Toeschouwers: 900 Scheidsrechter: Van der Laan |
| 20 september 2017 19:45 uur |                                                 |               |           | Stadion: Sportpark De Krom, Katwijk Toeschouwers: 900 Scheidsrechter: Van der Laan |
| 20 september 2017 19:45 uur |                                                 |               |           | Stadion: Sportpark De Krom, Katwijk Toeschouwers: 900 Scheidsrechter: Van der Laan |
|                             |                                                 |               |           |                                                                                    |

|                             |                                                                                 |               |                      |                                                                                             |
| 20 september 2017 19:45 uur | VVSB *                                                                          | 4 – 1 (1 – 1) | Telstar              | Stadion: Sportpark de Boekhorst, Noordwijkerhout Toeschouwers: 1.250 Scheidsrechter: Teuben |
| 20 september 2017 19:45 uur | Van der Slot 21' Van Huizen 37' (e.d.) El Osrouti 53', 90+2' (pen.) De Rijk 79' |               | 7' (pen.) Novakovich | Stadion: Sportpark de Boekhorst, Noordwijkerhout Toeschouwers: 1.250 Scheidsrechter: Teuben |
| 20 september 2017 19:45 uur |                                                                                 |               |                      | Stadion: Sportpark de Boekhorst, Noordwijkerhout Toeschouwers: 1.250 Scheidsrechter: Teuben |
| 20 september 2017 19:45 uur |                                                                                 |               |                      | Stadion: Sportpark de Boekhorst, Noordwijkerhout Toeschouwers: 1.250 Scheidsrechter: Teuben |
|                             |                                                                                 |               |                      |                                                                                             |

|                             |                       |               |                 |                                                                                           |
| 20 september 2017 19:45 uur | Excelsior             | 1 – 2 (0 – 2) | sc Heerenveen * | Stadion: Van Donge & De Roo Stadion, Rotterdam Toeschouwers: 1.902 Scheidsrechter: Higler |
| 20 september 2017 19:45 uur | Van Duinen 74' (pen.) |               | 9', 15' Zeneli  | Stadion: Van Donge & De Roo Stadion, Rotterdam Toeschouwers: 1.902 Scheidsrechter: Higler |
| 20 september 2017 19:45 uur |                       |               |                 | Stadion: Van Donge & De Roo Stadion, Rotterdam Toeschouwers: 1.902 Scheidsrechter: Higler |
| 20 september 2017 19:45 uur |                       |               |                 | Stadion: Van Donge & De Roo Stadion, Rotterdam Toeschouwers: 1.902 Scheidsrechter: Higler |
|                             |                       |               |                 |                                                                                           |

|                             |                              |               |                                      |                                                                                   |
| 20 september 2017 19:45 uur | VV Staphorst                 | 2 – 3 (0 – 0) | Koninklijke HFC *                    | Stadion: Het Noorderslag, Staphorst Toeschouwers: 1.200 Scheidsrechter: Cantineau |
| 20 september 2017 19:45 uur | Boer 54' (e.d.) Mijnheer 74' |               | 50' Sterling 54' Castien 64' Tamerus | Stadion: Het Noorderslag, Staphorst Toeschouwers: 1.200 Scheidsrechter: Cantineau |
| 20 september 2017 19:45 uur |                              |               |                                      | Stadion: Het Noorderslag, Staphorst Toeschouwers: 1.200 Scheidsrechter: Cantineau |
| 20 september 2017 19:45 uur |                              |               |                                      | Stadion: Het Noorderslag, Staphorst Toeschouwers: 1.200 Scheidsrechter: Cantineau |
|                             |                              |               |                                      |                                                                                   |

|                             |              |               |                                       |                                                                              |
| 20 september 2017 19:45 uur | ONS Sneek    | 1 – 3 (0 – 2) | FC Twente *                           | Stadion: Zuidersportpark, Sneek Toeschouwers: 2.100 Scheidsrechter: Lindhout |
| 20 september 2017 19:45 uur | Gonzales 62' |               | 15' Vučkić 36' Tighadouini 57' Liendl | Stadion: Zuidersportpark, Sneek Toeschouwers: 2.100 Scheidsrechter: Lindhout |
| 20 september 2017 19:45 uur |              |               |                                       | Stadion: Zuidersportpark, Sneek Toeschouwers: 2.100 Scheidsrechter: Lindhout |
| 20 september 2017 19:45 uur |              |               |                                       | Stadion: Zuidersportpark, Sneek Toeschouwers: 2.100 Scheidsrechter: Lindhout |
|                             |              |               |                                       |                                                                              |

|                             |             |                                                              |              |                                                                                 |
| 20 september 2017 19:45 uur | Ajax (ama.) | 0 – 6 (0 – 6)                                                | FC Utrecht * | Stadion: Amsterdam ArenA, Amsterdam Toeschouwers: 1.500 Scheidsrechter: Martens |
| 20 september 2017 19:45 uur |             | 8', 23' Dessers 25' Ayoub 30' Görtler 32' Willock 45' Labyad |              | Stadion: Amsterdam ArenA, Amsterdam Toeschouwers: 1.500 Scheidsrechter: Martens |
| 20 september 2017 19:45 uur |             |                                                              |              | Stadion: Amsterdam ArenA, Amsterdam Toeschouwers: 1.500 Scheidsrechter: Martens |
| 20 september 2017 19:45 uur |             |                                                              |              | Stadion: Amsterdam ArenA, Amsterdam Toeschouwers: 1.500 Scheidsrechter: Martens |
|                             |             |                                                              |              |                                                                                 |

|                             |                       |               |                                        |                                                                                    |
| 20 september 2017 19:45 uur | CSV Apeldoorn         | 2 – 4 (0 – 2) | Willem II *                            | Stadion: Sportpark Orderbos, Apeldoorn Toeschouwers: 2.350 Scheidsrechter: Oostrom |
| 20 september 2017 19:45 uur | Krijns 62' Van Es 77' |               | 41' Rienstra 43', 49' Tsimikas 56' Sol | Stadion: Sportpark Orderbos, Apeldoorn Toeschouwers: 2.350 Scheidsrechter: Oostrom |
| 20 september 2017 19:45 uur |                       |               |                                        | Stadion: Sportpark Orderbos, Apeldoorn Toeschouwers: 2.350 Scheidsrechter: Oostrom |
| 20 september 2017 19:45 uur |                       |               |                                        | Stadion: Sportpark Orderbos, Apeldoorn Toeschouwers: 2.350 Scheidsrechter: Oostrom |
|                             |                       |               |                                        |                                                                                    |

| |                                                    |                                         |                                                        |                                                                                  |
| 20 september 2017 19:45 uur | FC Lisse                                           | 2 – 2 (0 – 0, 1 – 1) n.v. 5 – 4 ** pen. | HSV Hoek                                               | Stadion: Sportpark Ter Specke, Lisse Toeschouwers: 600 Scheidsrechter: Nagtegaal |
| 20 september 2017 19:45 uur | Van Eeuwijk 49', 107' Valk 64', 116'               |                                         | 90' Ceesay 105' Impens                                 | Stadion: Sportpark Ter Specke, Lisse Toeschouwers: 600 Scheidsrechter: Nagtegaal |
| 20 september 2017 19:45 uur | Strafschoppen                                      |                                         |                                                        | Stadion: Sportpark Ter Specke, Lisse Toeschouwers: 600 Scheidsrechter: Nagtegaal |
| 20 september 2017 19:45 uur | Monteny Van Boxel Van Eeuwijk Buijs Tavilla Hagary |                                         | Leroy Vitukynas Vandepitte Impens Van Sprundel Chergui | Stadion: Sportpark Ter Specke, Lisse Toeschouwers: 600 Scheidsrechter: Nagtegaal |
| Bijz.: ** De KNVB had besloten dat de strafschoppen opnieuw genomen moesten worden, omdat scheidsrechter Marc Nagtegaal de strafschoppenserie anders liet nemen dan gebruikelijk. De scheidsrechter maakte gebruik van de ABBA-methode waarbij eerst ploeg 1 één strafschop mocht nemen, vervolgens ploeg 2 er twee mocht nemen en daarna ploeg 1 weer twee. De reglementen schrijven voor dat een strafschoppenserie via het ABAB-systeem plaats moet vinden, waarbij de ploegen om en om één strafschop mogen nemen. De bedoeling was om dit op 4 oktober 2017 om 21.00 uur te laten plaatsvinden. Echter vond tegelijkertijd de kwalificatiewedstrijd Hongarije onder 19 – Slovenië onder 19 plaats. Daarom werd deze strafschoppenserie verplaatst naar 11 oktober 2017. Ook de rechter oordeelde dat de KNVB volgens de regels had gehandeld. |                                                    |                                         |                                                        |                                                                                  |

|                             |                                                                |               |                                         |                                                                                     |
| 20 september 2017 19:45 uur | Achilles '29 *                                                 | 4 – 3 (1 – 2) | NAC Breda                               | Stadion: Sportpark De Heikant, Groesbeek Toeschouwers: 520 Scheidsrechter: Manschot |
| 20 september 2017 19:45 uur | Oulad Omar 13' Van de Beek 60' (pen.) Wouters 64' Felomina 74' |               | 7', 84' Vloet 25' Mets 90+4' Enevoldsen | Stadion: Sportpark De Heikant, Groesbeek Toeschouwers: 520 Scheidsrechter: Manschot |
| 20 september 2017 19:45 uur |                                                                |               |                                         | Stadion: Sportpark De Heikant, Groesbeek Toeschouwers: 520 Scheidsrechter: Manschot |
| 20 september 2017 19:45 uur |                                                                |               |                                         | Stadion: Sportpark De Heikant, Groesbeek Toeschouwers: 520 Scheidsrechter: Manschot |
|                             |                                                                |               |                                         |                                                                                     |

|                             |                                |               |                 | |
| 20 september 2017 20:45 uur | Feyenoord *                    | 2 – 0 (0 – 0) | ADO Den Haag    | Stadion: De Kuip, Rotterdam Toeschouwers: 45.000 Scheidsrechter: Van Boekel Video-assistenten: Kamphuis Video-assistenten: Van de Graaf (AVAR) |
| 20 september 2017 20:45 uur | Berghuis 73' Kramer 83' (pen.) |               | 34', 82' Gorter | Stadion: De Kuip, Rotterdam Toeschouwers: 45.000 Scheidsrechter: Van Boekel Video-assistenten: Kamphuis Video-assistenten: Van de Graaf (AVAR) |
| 20 september 2017 20:45 uur |                                |               |                 | Stadion: De Kuip, Rotterdam Toeschouwers: 45.000 Scheidsrechter: Van Boekel Video-assistenten: Kamphuis Video-assistenten: Van de Graaf (AVAR) |
| 20 september 2017 20:45 uur |                                |               |                 | Stadion: De Kuip, Rotterdam Toeschouwers: 45.000 Scheidsrechter: Van Boekel Video-assistenten: Kamphuis Video-assistenten: Van de Graaf (AVAR) |
|                             |                                |               |                 | |

|                             |             |                                                                             |              |                                                                                     |
| 21 september 2017 17:00 uur | VV De Meern | 0 – 5 (0 – 3)                                                               | PEC Zwolle * | Stadion: Sportpark De Meern, De Meern Toeschouwers: 1.200 Scheidsrechter: Gözübüyük |
| 21 september 2017 17:00 uur |             | 11' Nijland 32' Namli 39' (pen.) Parzyszek 67' Marinus 90+1' (pen.) Mokhtar |              | Stadion: Sportpark De Meern, De Meern Toeschouwers: 1.200 Scheidsrechter: Gözübüyük |
| 21 september 2017 17:00 uur |             |                                                                             |              | Stadion: Sportpark De Meern, De Meern Toeschouwers: 1.200 Scheidsrechter: Gözübüyük |
| 21 september 2017 17:00 uur |             |                                                                             |              | Stadion: Sportpark De Meern, De Meern Toeschouwers: 1.200 Scheidsrechter: Gözübüyük |
|                             |             |                                                                             |              |                                                                                     |

|                             |                         |               |                                             | |
| 21 september 2017 18:30 uur | USV Hercules            | 2 – 4 (1 – 1) | FC Groningen *                              | Stadion: Stadion Galgenwaard, Utrecht Toeschouwers: 3.000 Scheidsrechter: Blom Video-assistenten: Van Boekel Video-assistenten: Van de Graaf (AVAR) |
| 21 september 2017 18:30 uur | Belarbi 11' Oehlers 86' |               | 40' Idrissi 46' Doan 65' Bacuna 76' Hrustić | Stadion: Stadion Galgenwaard, Utrecht Toeschouwers: 3.000 Scheidsrechter: Blom Video-assistenten: Van Boekel Video-assistenten: Van de Graaf (AVAR) |
| 21 september 2017 18:30 uur |                         |               |                                             | Stadion: Stadion Galgenwaard, Utrecht Toeschouwers: 3.000 Scheidsrechter: Blom Video-assistenten: Van Boekel Video-assistenten: Van de Graaf (AVAR) |
| 21 september 2017 18:30 uur |                         |               |                                             | Stadion: Stadion Galgenwaard, Utrecht Toeschouwers: 3.000 Scheidsrechter: Blom Video-assistenten: Van Boekel Video-assistenten: Van de Graaf (AVAR) |
|                             |                         |               |                                             | |

|                             |                |                                          |             |                                                                                                 |
| 21 september 2017 19:45 uur | Blauw Geel '38 | 0 – 3 (0 – 3)                            | VVV-Venlo * | Stadion: Prins Willem Alexander Sportpark, Veghel Toeschouwers: 1.850 Scheidsrechter: S. Mulder |
| 21 september 2017 19:45 uur |                | 28' Van Bruggen 37' Amenyido 39' Antonis |             | Stadion: Prins Willem Alexander Sportpark, Veghel Toeschouwers: 1.850 Scheidsrechter: S. Mulder |
| 21 september 2017 19:45 uur |                |                                          |             | Stadion: Prins Willem Alexander Sportpark, Veghel Toeschouwers: 1.850 Scheidsrechter: S. Mulder |
| 21 september 2017 19:45 uur |                |                                          |             | Stadion: Prins Willem Alexander Sportpark, Veghel Toeschouwers: 1.850 Scheidsrechter: S. Mulder |
|                             |                |                                          |             |                                                                                                 |

|                             |            |                                         |       | |
| 21 september 2017 20:45 uur | SDC Putten | 0 – 4 (0 – 1)                           | PSV * | Stadion: Sportpark Puttereng, Putten Toeschouwers: 3.200 Scheidsrechter: Janssen Video-assistenten: Lindhout Video-assistenten: Bax (AVAR) |
| 21 september 2017 20:45 uur |            | 6', 69' Maher 60' Luckassen 78' Lammers |       | Stadion: Sportpark Puttereng, Putten Toeschouwers: 3.200 Scheidsrechter: Janssen Video-assistenten: Lindhout Video-assistenten: Bax (AVAR) |
| 21 september 2017 20:45 uur |            |                                         |       | Stadion: Sportpark Puttereng, Putten Toeschouwers: 3.200 Scheidsrechter: Janssen Video-assistenten: Lindhout Video-assistenten: Bax (AVAR) |
| 21 september 2017 20:45 uur |            |                                         |       | Stadion: Sportpark Puttereng, Putten Toeschouwers: 3.200 Scheidsrechter: Janssen Video-assistenten: Lindhout Video-assistenten: Bax (AVAR) |
|                             |            |                                         |       | |

Herhalingsronde strafschoppenserie

|                                                              |                                                          |                                            |                                                                   |                                                               |
| 4 oktober 2017 11 oktober 2017 21:00 uur                     | FC Lisse                                                 | 2 – 2 (0 – 0, 1 – 1) n.v. ** 5 – 6 ** pen. | HSV Hoek *                                                        | Stadion: Sportpark Ter Specke, Lisse Scheidsrechter: Lindhout |
| 4 oktober 2017 11 oktober 2017 21:00 uur                     | Van Eeuwijk 49', 107' Valk 64', 116'                     |                                            | 90' Ceesay 105' Impens                                            | Stadion: Sportpark Ter Specke, Lisse Scheidsrechter: Lindhout |
| 4 oktober 2017 11 oktober 2017 21:00 uur                     | Strafschoppen                                            |                                            |                                                                   | Stadion: Sportpark Ter Specke, Lisse Scheidsrechter: Lindhout |
| 4 oktober 2017 11 oktober 2017 21:00 uur                     | Monteny Van Boxel Buijs Van Eeuwijk Tavilla Hagary Rauws |                                            | Leroy Vitukynas Van Sprundel Impens Wilson Verwilligen Vandepitte | Stadion: Sportpark Ter Specke, Lisse Scheidsrechter: Lindhout |
| Bijz.: ** Alleen de strafschoppenserie werd opnieuw genomen. |                                                          |                                            |                                                                   |                                                               |

#### Tweede ronde
De 32 winnaars van de eerste ronde kwamen tegen elkaar uit. De loting werd op donderdag 21 september 2017 na SDC Putten – PSV verricht door PSV keeper Eloy Room.
| |                                                   |               |                   | |
| 24 oktober 2017 18:30 uur | N.E.C. *                                          | 3 – 0 (1 – 0) | Achilles '29      | Stadion: Goffertstadion, Nijmegen Toeschouwers: 5.115 Scheidsrechter: Higler Video-assistenten: Blom Video-assistenten: (AVAR) ** |
| 24 oktober 2017 18:30 uur | Alberto 19' Groeneveld 40' Kadıoğlu 58' Rayhi 88' |               | 51', 56' Felomina | Stadion: Goffertstadion, Nijmegen Toeschouwers: 5.115 Scheidsrechter: Higler Video-assistenten: Blom Video-assistenten: (AVAR) ** |
| 24 oktober 2017 18:30 uur |                                                   |               |                   | Stadion: Goffertstadion, Nijmegen Toeschouwers: 5.115 Scheidsrechter: Higler Video-assistenten: Blom Video-assistenten: (AVAR) ** |
| 24 oktober 2017 18:30 uur |                                                   |               |                   | Stadion: Goffertstadion, Nijmegen Toeschouwers: 5.115 Scheidsrechter: Higler Video-assistenten: Blom Video-assistenten: (AVAR) ** |
| Bijz.: ** In deze wedstrijd werd er gebruikgemaakt van een assistent videoscheidsrechter (AVAR), maar dit was niet bekendgemaakt door de KNVB. |                                                   |               |                   | |

|                           |             |               |                 |                                                                                      |
| 24 oktober 2017 19:45 uur | GVVV *      | 1 – 0 (0 – 0) | Koninklijke HFC | Stadion: Sportpark Panhuis, Veenendaal Toeschouwers: 1.250 Scheidsrechter: C. Mulder |
| 24 oktober 2017 19:45 uur | Brouwer 47' |               |                 | Stadion: Sportpark Panhuis, Veenendaal Toeschouwers: 1.250 Scheidsrechter: C. Mulder |
| 24 oktober 2017 19:45 uur |             |               |                 | Stadion: Sportpark Panhuis, Veenendaal Toeschouwers: 1.250 Scheidsrechter: C. Mulder |
| 24 oktober 2017 19:45 uur |             |               |                 | Stadion: Sportpark Panhuis, Veenendaal Toeschouwers: 1.250 Scheidsrechter: C. Mulder |
|                           |             |               |                 |                                                                                      |

|                           |            |               |                          |                                                                                   |
| 24 oktober 2017 19:45 uur | VV Katwijk | 1 – 2 (0 – 0) | VVSB *                   | Stadion: Sportpark De Krom, Katwijk Toeschouwers: 3.056 Scheidsrechter: Dieperink |
| 24 oktober 2017 19:45 uur | Susan 65'  |               | 56' El Osrouti 59' Zwart | Stadion: Sportpark De Krom, Katwijk Toeschouwers: 3.056 Scheidsrechter: Dieperink |
| 24 oktober 2017 19:45 uur |            |               |                          | Stadion: Sportpark De Krom, Katwijk Toeschouwers: 3.056 Scheidsrechter: Dieperink |
| 24 oktober 2017 19:45 uur |            |               |                          | Stadion: Sportpark De Krom, Katwijk Toeschouwers: 3.056 Scheidsrechter: Dieperink |
|                           |            |               |                          |                                                                                   |

|                           |                                                                  |               |             |                                                                                 |
| 24 oktober 2017 19:45 uur | RKC Waalwijk *                                                   | 7 – 0 (3 – 0) | De Treffers | Stadion: Mandemakers Stadion, Waalwijk Toeschouwers: 1.216 Scheidsrechter: Bijl |
| 24 oktober 2017 19:45 uur | Bakari 21', 90' Bergkamp 38' Voskamp 43' De Graauw 82', 86', 89' |               |             | Stadion: Mandemakers Stadion, Waalwijk Toeschouwers: 1.216 Scheidsrechter: Bijl |
| 24 oktober 2017 19:45 uur |                                                                  |               |             | Stadion: Mandemakers Stadion, Waalwijk Toeschouwers: 1.216 Scheidsrechter: Bijl |
| 24 oktober 2017 19:45 uur |                                                                  |               |             | Stadion: Mandemakers Stadion, Waalwijk Toeschouwers: 1.216 Scheidsrechter: Bijl |
|                           |                                                                  |               |             |                                                                                 |

|                           |                                           |                           |                          |                                                                              |
| 24 oktober 2017 19:45 uur | PEC Zwolle *                              | 3 – 2 (1 – 0, 2 – 2) n.v. | Kozakken Boys            | Stadion: MAC³PARK stadion, Zwolle Toeschouwers: 12.128 Scheidsrechter: Kooij |
| 24 oktober 2017 19:45 uur | Namli 8' Sandler 77' Bakker 105+2' (pen.) |                           | 52' El Azzouti 88' Stout | Stadion: MAC³PARK stadion, Zwolle Toeschouwers: 12.128 Scheidsrechter: Kooij |
| 24 oktober 2017 19:45 uur |                                           |                           |                          | Stadion: MAC³PARK stadion, Zwolle Toeschouwers: 12.128 Scheidsrechter: Kooij |
| 24 oktober 2017 19:45 uur |                                           |                           |                          | Stadion: MAC³PARK stadion, Zwolle Toeschouwers: 12.128 Scheidsrechter: Kooij |
|                           |                                           |                           |                          |                                                                              |

|                           |              |                                  |              |                                                                                     |
| 24 oktober 2017 19:45 uur | FC Den Bosch | 0 – 2 (0 – 0)                    | SC Cambuur * | Stadion: Stadion De Vliert, Den Bosch Toeschouwers: 1.456 Scheidsrechter: S. Mulder |
| 24 oktober 2017 19:45 uur |              | 77' Peersman 84' Van Kippersluis |              | Stadion: Stadion De Vliert, Den Bosch Toeschouwers: 1.456 Scheidsrechter: S. Mulder |
| 24 oktober 2017 19:45 uur |              |                                  |              | Stadion: Stadion De Vliert, Den Bosch Toeschouwers: 1.456 Scheidsrechter: S. Mulder |
| 24 oktober 2017 19:45 uur |              |                                  |              | Stadion: Stadion De Vliert, Den Bosch Toeschouwers: 1.456 Scheidsrechter: S. Mulder |
|                           |              |                                  |              |                                                                                     |

|                           |                                  |               |                 |                                                                                        |
| 24 oktober 2017 19:45 uur | Fortuna Sittard *                | 3 – 0 (1 – 0) | Go Ahead Eagles | Stadion: Fortuna Sittard Stadion, Sittard Toeschouwers: 1.824 Scheidsrechter: Manschot |
| 24 oktober 2017 19:45 uur | Hutten 17' Malsa 61' Dammers 77' |               |                 | Stadion: Fortuna Sittard Stadion, Sittard Toeschouwers: 1.824 Scheidsrechter: Manschot |
| 24 oktober 2017 19:45 uur |                                  |               |                 | Stadion: Fortuna Sittard Stadion, Sittard Toeschouwers: 1.824 Scheidsrechter: Manschot |
| 24 oktober 2017 19:45 uur |                                  |               |                 | Stadion: Fortuna Sittard Stadion, Sittard Toeschouwers: 1.824 Scheidsrechter: Manschot |
|                           |                                  |               |                 |                                                                                        |

| |                                       |               |              | |
| 24 oktober 2017 20:45 uur | FC Twente *                           | 3 – 0 (1 – 0) | FC Eindhoven | Stadion: De Grolsch Veste, Enschede Toeschouwers: 17.100 Scheidsrechter: Van de Graaf Video-assistenten: Janssen Video-assistenten: (AVAR) ** |
| 24 oktober 2017 20:45 uur | Boere 30', 49' Tighadouini 56' (pen.) |               |              | Stadion: De Grolsch Veste, Enschede Toeschouwers: 17.100 Scheidsrechter: Van de Graaf Video-assistenten: Janssen Video-assistenten: (AVAR) ** |
| 24 oktober 2017 20:45 uur |                                       |               |              | Stadion: De Grolsch Veste, Enschede Toeschouwers: 17.100 Scheidsrechter: Van de Graaf Video-assistenten: Janssen Video-assistenten: (AVAR) ** |
| 24 oktober 2017 20:45 uur |                                       |               |              | Stadion: De Grolsch Veste, Enschede Toeschouwers: 17.100 Scheidsrechter: Van de Graaf Video-assistenten: Janssen Video-assistenten: (AVAR) ** |
| Bijz.: ** In deze wedstrijd werd er gebruikgemaakt van een assistent videoscheidsrechter (AVAR), maar dit was niet bekendgemaakt door de KNVB. |                                       |               |              | |

| |                |               |                                              | |
| 25 oktober 2017 18:30 uur | ASV De Dijk    | 1 – 4 (0 – 3) | Ajax *                                       | Stadion: Kras Stadion, Volendam Toeschouwers: 6.618 Scheidsrechter: Kamphuis Video-assistenten: ** Video-assistenten: (AVAR) ** |
| 25 oktober 2017 18:30 uur | El Gourari 52' |               | 16' F. de Jong 26', 31' S. de Jong 46' Černý | Stadion: Kras Stadion, Volendam Toeschouwers: 6.618 Scheidsrechter: Kamphuis Video-assistenten: ** Video-assistenten: (AVAR) ** |
| 25 oktober 2017 18:30 uur |                |               |                                              | Stadion: Kras Stadion, Volendam Toeschouwers: 6.618 Scheidsrechter: Kamphuis Video-assistenten: ** Video-assistenten: (AVAR) ** |
| 25 oktober 2017 18:30 uur |                |               |                                              | Stadion: Kras Stadion, Volendam Toeschouwers: 6.618 Scheidsrechter: Kamphuis Video-assistenten: ** Video-assistenten: (AVAR) ** |
| Bijz.: ** In deze wedstrijd werd er gebruikgemaakt van een video-assistent (VAR) en een assistent videoscheidsrechter (AVAR), maar dit was niet bekendgemaakt door de KNVB. |                |               |                                              | |

|                           |                             |               |                          |                                                                                     |
| 25 oktober 2017 18:30 uur | VVV-Venlo *                 | 3 – 1 (2 – 0) | FC Utrecht               | Stadion: Seacon Stadion - De Koel -, Venlo Toeschouwers: 3.928 Scheidsrechter: Blom |
| 25 oktober 2017 18:30 uur | Thy 2' Hunte 20' Rutten 82' |               | 4', 52' Janssen 62' Kerk | Stadion: Seacon Stadion - De Koel -, Venlo Toeschouwers: 3.928 Scheidsrechter: Blom |
| 25 oktober 2017 18:30 uur |                             |               |                          | Stadion: Seacon Stadion - De Koel -, Venlo Toeschouwers: 3.928 Scheidsrechter: Blom |
| 25 oktober 2017 18:30 uur |                             |               |                          | Stadion: Seacon Stadion - De Koel -, Venlo Toeschouwers: 3.928 Scheidsrechter: Blom |
|                           |                             |               |                          |                                                                                     |

|                           |                                |               |                  |                                                                         |
| 25 oktober 2017 18:30 uur | Heracles Almelo *              | 3 – 1 (2 – 0) | HSV Hoek         | Stadion: Polman Stadion, Almelo Toeschouwers: 9.120 Scheidsrechter: Bax |
| 25 oktober 2017 18:30 uur | Peterson 36', 77' Monteiro 45' |               | 59' Van Sprundel | Stadion: Polman Stadion, Almelo Toeschouwers: 9.120 Scheidsrechter: Bax |
| 25 oktober 2017 18:30 uur |                                |               |                  | Stadion: Polman Stadion, Almelo Toeschouwers: 9.120 Scheidsrechter: Bax |
| 25 oktober 2017 18:30 uur |                                |               |                  | Stadion: Polman Stadion, Almelo Toeschouwers: 9.120 Scheidsrechter: Bax |
|                           |                                |               |                  |                                                                         |

|                           |                      |               |                     |                                                                                                |
| 25 oktober 2017 19:45 uur | Willem II *          | 2 – 1 (0 – 0) | sc Heerenveen       | Stadion: Koning Willem II Stadion, Tilburg Toeschouwers: 7.739 Scheidsrechter: Van den Kerkhof |
| 25 oktober 2017 19:45 uur | Rienstra 48' Sol 61' |               | 54' (e.d.) Tsimikas | Stadion: Koning Willem II Stadion, Tilburg Toeschouwers: 7.739 Scheidsrechter: Van den Kerkhof |
| 25 oktober 2017 19:45 uur |                      |               |                     | Stadion: Koning Willem II Stadion, Tilburg Toeschouwers: 7.739 Scheidsrechter: Van den Kerkhof |
| 25 oktober 2017 19:45 uur |                      |               |                     | Stadion: Koning Willem II Stadion, Tilburg Toeschouwers: 7.739 Scheidsrechter: Van den Kerkhof |
|                           |                      |               |                     |                                                                                                |

|                           |                                 |               |              |                                                                                         |
| 25 oktober 2017 19:45 uur | Roda JC Kerkrade *              | 3 – 1 (1 – 0) | FC Groningen | Stadion: Parkstad Limburg Stadion, Kerkrade Toeschouwers: 7.273 Scheidsrechter: Janssen |
| 25 oktober 2017 19:45 uur | Ndenge 48', 69' Rosheuvel 90+2' |               | 56' Bacuna   | Stadion: Parkstad Limburg Stadion, Kerkrade Toeschouwers: 7.273 Scheidsrechter: Janssen |
| 25 oktober 2017 19:45 uur |                                 |               |              | Stadion: Parkstad Limburg Stadion, Kerkrade Toeschouwers: 7.273 Scheidsrechter: Janssen |
| 25 oktober 2017 19:45 uur |                                 |               |              | Stadion: Parkstad Limburg Stadion, Kerkrade Toeschouwers: 7.273 Scheidsrechter: Janssen |
|                           |                                 |               |              |                                                                                         |

| |                                             |               |                           | |
| 25 oktober 2017 20:45 uur | Feyenoord *                                 | 4 – 1 (2 – 0) | AVV Swift                 | Stadion: De Kuip, Rotterdam Toeschouwers: 23.500 Scheidsrechter: Gözübüyük Video-assistenten: ** Video-assistenten: (AVAR) ** |
| 25 oktober 2017 20:45 uur | Larsson 8', 45', 87' Kramer 13' (pen.), 66' |               | 11' Gabel 50' Van Wakeren | Stadion: De Kuip, Rotterdam Toeschouwers: 23.500 Scheidsrechter: Gözübüyük Video-assistenten: ** Video-assistenten: (AVAR) ** |
| 25 oktober 2017 20:45 uur |                                             |               |                           | Stadion: De Kuip, Rotterdam Toeschouwers: 23.500 Scheidsrechter: Gözübüyük Video-assistenten: ** Video-assistenten: (AVAR) ** |
| 25 oktober 2017 20:45 uur |                                             |               |                           | Stadion: De Kuip, Rotterdam Toeschouwers: 23.500 Scheidsrechter: Gözübüyük Video-assistenten: ** Video-assistenten: (AVAR) ** |
| Bijz.: ** In deze wedstrijd werd er gebruikgemaakt van een video-assistent (VAR) en een assistent videoscheidsrechter (AVAR), maar dit was niet bekendgemaakt door de KNVB. |                                             |               |                           | |

| |              |            |                             | |
| 26 oktober 2017 18:30 uur | FC Volendam  | 0 – 2 n.v. | PSV *                       | Stadion: Kras Stadion, Volendam Toeschouwers: 6.404 Scheidsrechter: Nijhuis Video-assistenten: ** Video-assistenten: (AVAR) ** |
| 26 oktober 2017 18:30 uur | Mertens 114' |            | 107' Van Ginkel 119' Lozano | Stadion: Kras Stadion, Volendam Toeschouwers: 6.404 Scheidsrechter: Nijhuis Video-assistenten: ** Video-assistenten: (AVAR) ** |
| 26 oktober 2017 18:30 uur |              |            |                             | Stadion: Kras Stadion, Volendam Toeschouwers: 6.404 Scheidsrechter: Nijhuis Video-assistenten: ** Video-assistenten: (AVAR) ** |
| 26 oktober 2017 18:30 uur |              |            |                             | Stadion: Kras Stadion, Volendam Toeschouwers: 6.404 Scheidsrechter: Nijhuis Video-assistenten: ** Video-assistenten: (AVAR) ** |
| Bijz.: ** In deze wedstrijd werd er gebruikgemaakt van een video-assistent (VAR) en een assistent videoscheidsrechter (AVAR), maar dit was niet bekendgemaakt door de KNVB. |              |            |                             | |

| |                     |               |                                            | |
| 26 oktober 2017 20:45 uur | Almere City FC      | 0 – 4 (0 – 1) | AZ *                                       | Stadion: Yanmar Stadion, Almere Toeschouwers: 2.729 Scheidsrechter: Makkelie Video-assistenten: Lindhout Video-assistenten: (AVAR) ** |
| 26 oktober 2017 20:45 uur | Van Buuren 24', 61' |               | 35' Wuytens 49', 60' Weghorst 75' Svensson | Stadion: Yanmar Stadion, Almere Toeschouwers: 2.729 Scheidsrechter: Makkelie Video-assistenten: Lindhout Video-assistenten: (AVAR) ** |
| 26 oktober 2017 20:45 uur |                     |               |                                            | Stadion: Yanmar Stadion, Almere Toeschouwers: 2.729 Scheidsrechter: Makkelie Video-assistenten: Lindhout Video-assistenten: (AVAR) ** |
| 26 oktober 2017 20:45 uur |                     |               |                                            | Stadion: Yanmar Stadion, Almere Toeschouwers: 2.729 Scheidsrechter: Makkelie Video-assistenten: Lindhout Video-assistenten: (AVAR) ** |
| Bijz.: ** In deze wedstrijd werd er gebruikgemaakt van een assistent videoscheidsrechter (AVAR), maar dit was niet bekendgemaakt door de KNVB. |                     |               |                                            | |

#### Achtste finales
De zestien winnaars van de tweede ronde kwamen tegen elkaar uit. De loting werd op donderdag 26 oktober 2017 na Almere City FC – AZ verricht door oud AZ-speler Hugo Hovenkamp.
|                            |                                         |               |        | |
| 19 december 2017 18:30 uur | PEC Zwolle *                            | 2 – 0 (1 – 0) | N.E.C. | Stadion: MAC³PARK stadion, Zwolle Toeschouwers: 10.124 Scheidsrechter: Kuipers Video-assistent: Makkelie Video-assistent: Lindhout |
| 19 december 2017 18:30 uur | Bakker 3' (pen.) Mokhtar 20' Ondaan 48' |               |        | Stadion: MAC³PARK stadion, Zwolle Toeschouwers: 10.124 Scheidsrechter: Kuipers Video-assistent: Makkelie Video-assistent: Lindhout |
| 19 december 2017 18:30 uur |                                         |               |        | Stadion: MAC³PARK stadion, Zwolle Toeschouwers: 10.124 Scheidsrechter: Kuipers Video-assistent: Makkelie Video-assistent: Lindhout |
| 19 december 2017 18:30 uur |                                         |               |        | Stadion: MAC³PARK stadion, Zwolle Toeschouwers: 10.124 Scheidsrechter: Kuipers Video-assistent: Makkelie Video-assistent: Lindhout |
|                            |                                         |               |        | |

|                            |                                              |               |      |                                                                                   |
| 19 december 2017 19:45 uur | SC Cambuur *                                 | 3 – 0 (0 – 0) | GVVV | Stadion: Cambuurstadion, Leeuwarden Toeschouwers: 4.506 Scheidsrechter: S. Mulder |
| 19 december 2017 19:45 uur | Robertha 59' Steenvoorden 71' Kip 83' (pen.) |               |      | Stadion: Cambuurstadion, Leeuwarden Toeschouwers: 4.506 Scheidsrechter: S. Mulder |
| 19 december 2017 19:45 uur |                                              |               |      | Stadion: Cambuurstadion, Leeuwarden Toeschouwers: 4.506 Scheidsrechter: S. Mulder |
| 19 december 2017 19:45 uur |                                              |               |      | Stadion: Cambuurstadion, Leeuwarden Toeschouwers: 4.506 Scheidsrechter: S. Mulder |
|                            |                                              |               |      |                                                                                   |

|                            |                          |               |                    | |
| 19 december 2017 20:45 uur | Willem II *              | 3 – 0 (3 – 0) | RKC Waalwijk       | Stadion: Koning Willem II Stadion, Tilburg Toeschouwers: 10.710 Scheidsrechter: Blom Video-assistent: Van Boekel |
| 19 december 2017 20:45 uur | Sol 14', 37' Azzaoui 40' |               | 76', 90' Van Eijma | Stadion: Koning Willem II Stadion, Tilburg Toeschouwers: 10.710 Scheidsrechter: Blom Video-assistent: Van Boekel |
| 19 december 2017 20:45 uur |                          |               |                    | Stadion: Koning Willem II Stadion, Tilburg Toeschouwers: 10.710 Scheidsrechter: Blom Video-assistent: Van Boekel |
| 19 december 2017 20:45 uur |                          |               |                    | Stadion: Koning Willem II Stadion, Tilburg Toeschouwers: 10.710 Scheidsrechter: Blom Video-assistent: Van Boekel |
|                            |                          |               |                    | |

|                            |                                                        |               |            | |
| 20 december 2017 18:30 uur | PSV *                                                  | 4 – 1 (1 – 1) | VVV-Venlo  | Stadion: Philips Stadion, Eindhoven Toeschouwers: 31.800 Scheidsrechter: Makkelie Scheidsrechter: Kamphuis Video-assistent: Janssen |
| 20 december 2017 18:30 uur | De Jong 45' Van Ginkel 66' Lozano 79' Isimat-Mirin 90' |               | 41' Rutten | Stadion: Philips Stadion, Eindhoven Toeschouwers: 31.800 Scheidsrechter: Makkelie Scheidsrechter: Kamphuis Video-assistent: Janssen |
| 20 december 2017 18:30 uur |                                                        |               |            | Stadion: Philips Stadion, Eindhoven Toeschouwers: 31.800 Scheidsrechter: Makkelie Scheidsrechter: Kamphuis Video-assistent: Janssen |
| 20 december 2017 18:30 uur |                                                        |               |            | Stadion: Philips Stadion, Eindhoven Toeschouwers: 31.800 Scheidsrechter: Makkelie Scheidsrechter: Kamphuis Video-assistent: Janssen |
|                            |                                                        |               |            | |

|                            |                           |               |                                                 |                                                                                        |
| 20 december 2017 19:45 uur | Fortuna Sittard           | 2 – 4 (1 – 1) | AZ *                                            | Stadion: Fortuna Sittard Stadion, Sittard Toeschouwers: 5.089 Scheidsrechter: Lindhout |
| 20 december 2017 19:45 uur | Dianessy 27' Stokkers 48' |               | 2', 89' Weghorst 90+1' Jahanbakhsh 90+4' Garcia | Stadion: Fortuna Sittard Stadion, Sittard Toeschouwers: 5.089 Scheidsrechter: Lindhout |
| 20 december 2017 19:45 uur |                           |               |                                                 | Stadion: Fortuna Sittard Stadion, Sittard Toeschouwers: 5.089 Scheidsrechter: Lindhout |
| 20 december 2017 19:45 uur |                           |               |                                                 | Stadion: Fortuna Sittard Stadion, Sittard Toeschouwers: 5.089 Scheidsrechter: Lindhout |
|                            |                           |               |                                                 |                                                                                        |

|                            |                                                       |                                      |                                                                | |
| 20 december 2017 20:45 uur | FC Twente *                                           | 1 – 1 (0 – 1, 1 – 1) n.v. 6 – 5 pen. | Ajax                                                           | Stadion: De Grolsch Veste, Enschede Toeschouwers: 26.700 Scheidsrechter: Van Boekel Video-assistent: Kamphuis Video-assistent: Higler |
| 20 december 2017 20:45 uur | Assaidi 90+1' Lam 84', 111'                           |                                      | 18' Kluivert                                                   | Stadion: De Grolsch Veste, Enschede Toeschouwers: 26.700 Scheidsrechter: Van Boekel Video-assistent: Kamphuis Video-assistent: Higler |
| 20 december 2017 20:45 uur | Strafschoppen                                         |                                      |                                                                | Stadion: De Grolsch Veste, Enschede Toeschouwers: 26.700 Scheidsrechter: Van Boekel Video-assistent: Kamphuis Video-assistent: Higler |
| 20 december 2017 20:45 uur | Assaidi Holla Tighadouini Cuevas Liendl Laukart Bijen |                                      | Schöne S. de Jong Van de Beek Ziyech Huntelaar Veltman De Ligt | Stadion: De Grolsch Veste, Enschede Toeschouwers: 26.700 Scheidsrechter: Van Boekel Video-assistent: Kamphuis Video-assistent: Higler |
|                            |                                                       |                                      |                                                                | |

| |      |                       |                    | |
| 21 december 2017 18:30 uur                                                                                       | VVSB | 0 – 1 (0 – 0)         | Roda JC Kerkrade * | Stadion: Sportpark de Boekhorst, Noordwijkerhout Toeschouwers: 2.500 Scheidsrechter: Janssen Video-assistent: Higler ** |
| 21 december 2017 18:30 uur                                                                                       |      | 48', 40', 55' Schahin |                    | Stadion: Sportpark de Boekhorst, Noordwijkerhout Toeschouwers: 2.500 Scheidsrechter: Janssen Video-assistent: Higler ** |
| 21 december 2017 18:30 uur                                                                                       |      |                       |                    | Stadion: Sportpark de Boekhorst, Noordwijkerhout Toeschouwers: 2.500 Scheidsrechter: Janssen Video-assistent: Higler ** |
| 21 december 2017 18:30 uur                                                                                       |      |                       |                    | Stadion: Sportpark de Boekhorst, Noordwijkerhout Toeschouwers: 2.500 Scheidsrechter: Janssen Video-assistent: Higler ** |
| Bijz.: ** De video-assistent (VAR) was niet in het Replay Center in Hilversum, maar op de locatie zelf aanwezig. |      |                       |                    | |

|                            |                                      |               |                 |                                                                                                   |
| 21 december 2017 20:45 uur | Feyenoord *                          | 3 – 1 (2 – 1) | Heracles Almelo | Stadion: De Kuip, Rotterdam Toeschouwers: 30.000 Scheidsrechter: Nijhuis Video-assistent: Kuipers |
| 21 december 2017 20:45 uur | Berghuis 6', 86' (pen.) Van Beek 16' |               | 23' Beukers     | Stadion: De Kuip, Rotterdam Toeschouwers: 30.000 Scheidsrechter: Nijhuis Video-assistent: Kuipers |
| 21 december 2017 20:45 uur |                                      |               |                 | Stadion: De Kuip, Rotterdam Toeschouwers: 30.000 Scheidsrechter: Nijhuis Video-assistent: Kuipers |
| 21 december 2017 20:45 uur |                                      |               |                 | Stadion: De Kuip, Rotterdam Toeschouwers: 30.000 Scheidsrechter: Nijhuis Video-assistent: Kuipers |
|                            |                                      |               |                 |                                                                                                   |

#### Kwartfinales
De acht winnaars van de achtste finales kwamen tegen elkaar uit. De loting werd op donderdag 21 december 2017 na Feyenoord – Heracles Almelo verricht door Feyenoord-speler Jan-Arie van der Heijden.
|                           |                                   |               |            | |
| 30 januari 2018 20:45 uur | FC Twente *                       | 3 – 1 (0 – 1) | SC Cambuur | Stadion: De Grolsch Veste, Enschede Toeschouwers: 22.600 Scheidsrechter: Janssen Video-assistent: Manschot |
| 30 januari 2018 20:45 uur | Assaidi 60' (pen.) Maher 68', 76' | Verslag       | 33' Schils | Stadion: De Grolsch Veste, Enschede Toeschouwers: 22.600 Scheidsrechter: Janssen Video-assistent: Manschot |
| 30 januari 2018 20:45 uur |                                   |               |            | Stadion: De Grolsch Veste, Enschede Toeschouwers: 22.600 Scheidsrechter: Janssen Video-assistent: Manschot |
| 30 januari 2018 20:45 uur |                                   |               |            | Stadion: De Grolsch Veste, Enschede Toeschouwers: 22.600 Scheidsrechter: Janssen Video-assistent: Manschot |
|                           |                                   |               |            | |

|                           |                                       |               |                      | |
| 31 januari 2018 18:30 uur | AZ *                                  | 4 – 1 (2 – 1) | PEC Zwolle           | Stadion: AFAS Stadion, Alkmaar Toeschouwers: 13.247 Scheidsrechter: Nijhuis Video-assistent: Higler |
| 31 januari 2018 18:30 uur | Weghorst 21', 71' Til 39' Idrissi 60' | Verslag       | 32' Marinus 54' Boer | Stadion: AFAS Stadion, Alkmaar Toeschouwers: 13.247 Scheidsrechter: Nijhuis Video-assistent: Higler |
| 31 januari 2018 18:30 uur |                                       |               |                      | Stadion: AFAS Stadion, Alkmaar Toeschouwers: 13.247 Scheidsrechter: Nijhuis Video-assistent: Higler |
| 31 januari 2018 18:30 uur |                                       |               |                      | Stadion: AFAS Stadion, Alkmaar Toeschouwers: 13.247 Scheidsrechter: Nijhuis Video-assistent: Higler |
|                           |                                       |               |                      | |

|                           |                        |               |     |                                                                                                   |
| 31 januari 2018 20:45 uur | Feyenoord *            | 2 – 0 (2 – 0) | PSV | Stadion: De Kuip, Rotterdam Toeschouwers: 47.500 Scheidsrechter: Van Boekel Video-assistent: Blom |
| 31 januari 2018 20:45 uur | Larsson 3' Vilhena 36' | Verslag       |     | Stadion: De Kuip, Rotterdam Toeschouwers: 47.500 Scheidsrechter: Van Boekel Video-assistent: Blom |
| 31 januari 2018 20:45 uur |                        |               |     | Stadion: De Kuip, Rotterdam Toeschouwers: 47.500 Scheidsrechter: Van Boekel Video-assistent: Blom |
| 31 januari 2018 20:45 uur |                        |               |     | Stadion: De Kuip, Rotterdam Toeschouwers: 47.500 Scheidsrechter: Van Boekel Video-assistent: Blom |
|                           |                        |               |     |                                                                                                   |

|                           |                                        |                                      |                                           | |
| 1 februari 2018 20:45 uur | Willem II *                            | 2 – 2 (1 – 1, 2 – 2) n.v. 5 – 4 pen. | Roda JC Kerkrade                          | Stadion: Koning Willem II Stadion, Tilburg Toeschouwers: 10.300 Scheidsrechter: Higler Video-assistent: S. Mulder |
| 1 februari 2018 20:45 uur | Ogbeche 39' Tsimikas 62'               | Verslag                              | 37' (pen.) Gustafson 48' Avdijaj          | Stadion: Koning Willem II Stadion, Tilburg Toeschouwers: 10.300 Scheidsrechter: Higler Video-assistent: S. Mulder |
| 1 februari 2018 20:45 uur | Strafschoppen                          |                                      |                                           | Stadion: Koning Willem II Stadion, Tilburg Toeschouwers: 10.300 Scheidsrechter: Higler Video-assistent: S. Mulder |
| 1 februari 2018 20:45 uur | Heerkens Sol Croux El Hankouri Ogbeche |                                      | Gustafson Auassar Rosheuvel Engels Ndenge | Stadion: Koning Willem II Stadion, Tilburg Toeschouwers: 10.300 Scheidsrechter: Higler Video-assistent: S. Mulder |
|                           |                                        |                                      |                                           | |

#### Halve finales
De vier winnaars van de kwartfinales kwamen tegen elkaar uit. De loting vond op 1 februari 2018 na afloop van Willem II – Roda JC Kerkrade verricht door Willem II-speler Jordens Peters. De winnaar van de wedstrijd tussen AZ en FC Twente werd als 'thuisspelende' club bij de finale in De Kuip benoemd.
|                            |                                       |               |           | |
| 28 februari 2018 18:30 uur | AZ *                                  | 4 – 0 (1 – 0) | FC Twente | Stadion: AFAS Stadion, Alkmaar Toeschouwers: 13.388 Scheidsrechter: Makkelie Video-assistenten: Van Boekel Video-assistenten: Manshot (AVAR) |
| 28 februari 2018 18:30 uur | Til 24' Weghorst 64' Idrissi 68', 73' | verslag       |           | Stadion: AFAS Stadion, Alkmaar Toeschouwers: 13.388 Scheidsrechter: Makkelie Video-assistenten: Van Boekel Video-assistenten: Manshot (AVAR) |
| 28 februari 2018 18:30 uur |                                       |               |           | Stadion: AFAS Stadion, Alkmaar Toeschouwers: 13.388 Scheidsrechter: Makkelie Video-assistenten: Van Boekel Video-assistenten: Manshot (AVAR) |
| 28 februari 2018 18:30 uur |                                       |               |           | Stadion: AFAS Stadion, Alkmaar Toeschouwers: 13.388 Scheidsrechter: Makkelie Video-assistenten: Van Boekel Video-assistenten: Manshot (AVAR) |
|                            |                                       |               |           | |

|                            |                                         |               |           | |
| 28 februari 2018 20:45 uur | Feyenoord *                             | 3 – 0 (1 – 0) | Willem II | Stadion: De Kuip, Rotterdam Toeschouwers: 44.000 Scheidsrechter: Blom Video-assistenten: Janssen Video-assistenten: Lindhout (AVAR) |
| 28 februari 2018 20:45 uur | Berghuis 21' Van Persie 60' Vilhena 80' | verslag       |           | Stadion: De Kuip, Rotterdam Toeschouwers: 44.000 Scheidsrechter: Blom Video-assistenten: Janssen Video-assistenten: Lindhout (AVAR) |
| 28 februari 2018 20:45 uur |                                         |               |           | Stadion: De Kuip, Rotterdam Toeschouwers: 44.000 Scheidsrechter: Blom Video-assistenten: Janssen Video-assistenten: Lindhout (AVAR) |
| 28 februari 2018 20:45 uur |                                         |               |           | Stadion: De Kuip, Rotterdam Toeschouwers: 44.000 Scheidsrechter: Blom Video-assistenten: Janssen Video-assistenten: Lindhout (AVAR) |
|                            |                                         |               |           | |

#### Finale
|                                             |    |               |                                                                                 | |
| Finale KNVB Beker * 22 april 2018 18:00 uur | AZ | 0 – 3 (0 – 1) | Feyenoord                                                                       | Stadion: De Kuip, Rotterdam Toeschouwers: 46.084 Scheidsrechter: Björn Kuipers Assistenten: Sander van Roekel Assistenten: Erwin Zeinstra Vierde official: Pol van Boekel Video-assistenten: Danny Makkelie * Video-assistenten: Jochem Kamphuis (AVAR *) |
| Finale KNVB Beker * 22 april 2018 18:00 uur |    | verslag       | 28' Nicolai Jørgensen 57' Robin van Persie Steven Berghuis 90+3' Jens Toornstra | Stadion: De Kuip, Rotterdam Toeschouwers: 46.084 Scheidsrechter: Björn Kuipers Assistenten: Sander van Roekel Assistenten: Erwin Zeinstra Vierde official: Pol van Boekel Video-assistenten: Danny Makkelie * Video-assistenten: Jochem Kamphuis (AVAR *) |
| Finale KNVB Beker * 22 april 2018 18:00 uur |    |               |                                                                                 | Stadion: De Kuip, Rotterdam Toeschouwers: 46.084 Scheidsrechter: Björn Kuipers Assistenten: Sander van Roekel Assistenten: Erwin Zeinstra Vierde official: Pol van Boekel Video-assistenten: Danny Makkelie * Video-assistenten: Jochem Kamphuis (AVAR *) |
| Finale KNVB Beker * 22 april 2018 18:00 uur |    |               |                                                                                 | Stadion: De Kuip, Rotterdam Toeschouwers: 46.084 Scheidsrechter: Björn Kuipers Assistenten: Sander van Roekel Assistenten: Erwin Zeinstra Vierde official: Pol van Boekel Video-assistenten: Danny Makkelie * Video-assistenten: Jochem Kamphuis (AVAR *) |
|                                             |    |               |                                                                                 | |

| AZ | Feyenoord |

|                   |    |                      |         |
|                   |    |                      |         |
| DM                | 1  | Marco Bizot          |         |
| RV                | 2  | Jonas Svensson       |         |
| CV                | 23 | Ricardo van Rhijn    | 58'     |
| CV                | 4  | Ron Vlaar            |         |
| CV                | 30 | Stijn Wuytens        | 78'     |
| LV                | 5  | Thomas Ouwejan       |         |
| CM                | 6  | Fredrik Midtsjø      | 37' 66' |
| CM                | 15 | Guus Til             |         |
| CM                | 14 | Teun Koopmeiners     | 46'     |
| AV                | 7  | Alireza Jahanbakhsh  | 43'     |
| AV                | 9  | Wout Weghorst        | 43'     |
| Wisselspelers:    |    |                      |         |
| DM                | 16 | Gino Coutinho        |         |
| DM                | 25 | Nick Olij            |         |
| VD                | 3  | Rens van Eijden      |         |
| VD                | 12 | Pantelis Hatzidiakos |         |
| VD                | 26 | Owen Wijndal         |         |
| MV                | 8  | Joris van Overeem    |         |
| MV                | 18 | / Iliass Bel Hassani | 78'     |
| MV                | 20 | Mats Seuntjens       | 58'     |
| MV                | 24 | Tijjani Reijnders    |         |
| AV                | 22 | / Oussama Idrissi    | 66'     |
| AV                | 49 | Mees Hoedemakers     |         |
| Coach:            |    |                      |         |
| John van den Brom |    |                      |         |

|                          |    |                          |         |
|                          |    |                          |         |
| DM                       | 25 | Brad Jones               |         |
| RV                       | 17 | Kevin Diks               | 69'     |
| CV                       | 3  | Sven van Beek            |         |
| CV                       | 6  | Jan-Arie van der Heijden |         |
| LV                       | 5  | / Ridgeciano Haps        |         |
| CM                       | 8  | / Karim El Ahmadi        | 50'     |
| CM                       | 32 | Robin van Persie         | 67'     |
| CM                       | 10 | / Tonny Vilhena          |         |
| RB                       | 19 | Steven Berghuis          | 90+2'   |
| SP                       | 9  | Nicolai Jørgensen        |         |
| LB                       | 28 | Jens Toornstra           |         |
| Wisselspelers:           |    |                          |         |
| DM                       | 22 | Justin Bijlow            |         |
| DM                       | 30 | Ramon ten Hove           |         |
| VD                       | 2  | Bart Nieuwkoop           |         |
| VD                       | 33 | / Eric Botteghin         | 90+2'   |
| VD                       | 35 | / Tyrell Malacia         |         |
| MV                       | 20 | Renato Tapia             |         |
| MV                       | 21 | / Sofyan Amrabat         |         |
| MV                       | 36 | / Emil Hansson           |         |
| AV                       | 7  | / Jean-Paul Boëtius      | 67' 77' |
| AV                       | 14 | / Bilal Başacıkoğlu      |         |
| AV                       | 34 | Dylan Vente              |         |
| Coach:                   |    |                          |         |
| Giovanni van Bronckhorst |    |                          |         |

Bijz.: * In deze wedstrijd werd er gebruikgemaakt van doellijntechnologie, van een video-assistent (VAR) en een assistent videoscheidsrechter (AVAR).
| KNVB Beker 2017/18        |
| ------------------------- |
| Feyenoord Dertiende titel |

## Topscorers

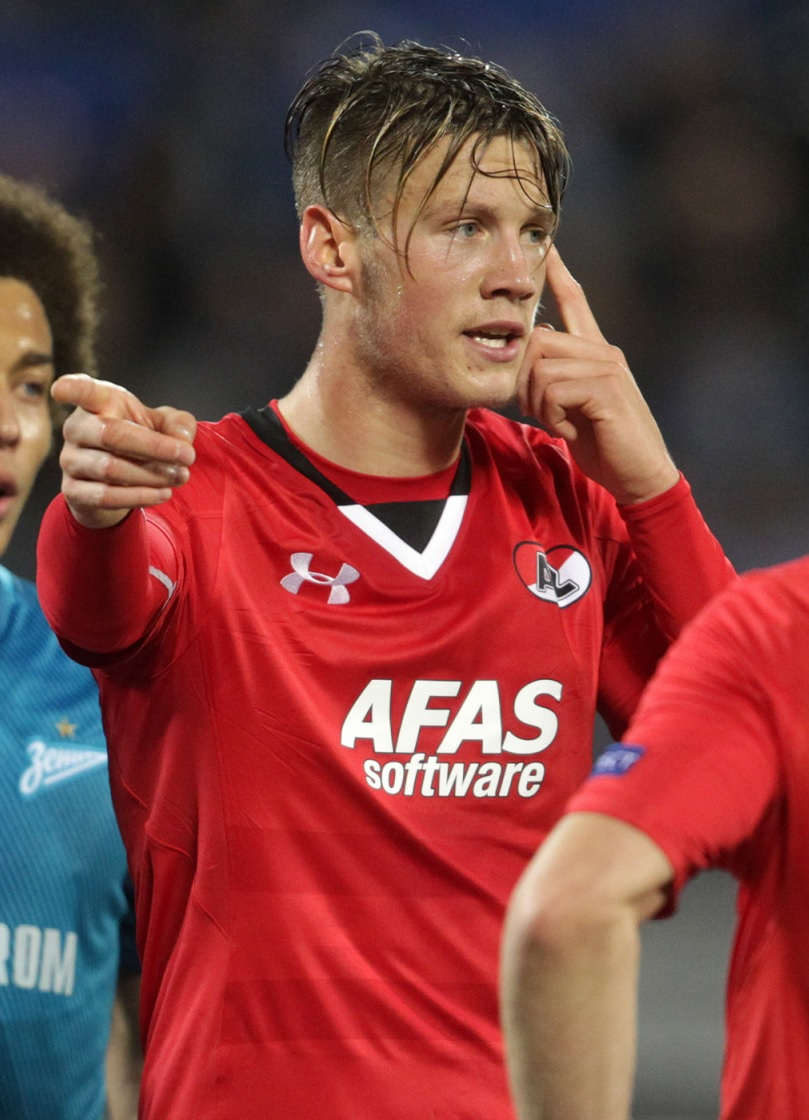
Wout Weghorst (AZ)

Legenda
- Pos. Positie
- Speler Naam speler
- Club Naam club
- Doelpunt
- Waarvan strafschoppen
- X Niet van toepassing

| Pos.             | Speler                | Club                |      | Gescoord met penalty |
| ---------------- | --------------------- | ------------------- | ---- | -------------------- |
| 1.               | Wout Weghorst         | AZ                  | 9    | 0                    |
| 2.               | Steven Berghuis       | Feyenoord           | 4    | 1                    |
| 2.               | Jeremy de Graaf       | GVVV                | 4    | 0                    |
| 2.               | Oussama Idrissi       | AZ / (FC Groningen) | 4    | 0                    |
| 2.               | Sam Larsson           | Feyenoord           | 4    | 0                    |
| 2.               | Adam Maher            | FC Twente / (PSV)   | 4    | 0                    |
| 2.               | Olaf van der Sande    | vv Capelle          | 4    | 0                    |
| 2.               | Fran Sol              | Willem II           | 4    | 0                    |
| 9.               | Kasper Dolberg        | Ajax                | 3    | 1                    |
| 9.               | Noël de Graauw        | RKC Waalwijk        | 3    | 0                    |
| 9.               | Omar Kavak            | SC Genemuiden       | 3    | 0                    |
| 9.               | Kevin van Kippersluis | SC Cambuur          | 3    | 0                    |
| 9.               | Siem de Jong          | Ajax                | 3    | 0                    |
| 9.               | Oskar van Logtestijn  | USV Hercules        | 3    | 0                    |
| 9.               | Marvin van de Made    | vv Capelle          | 3    | 0                    |
| 9.               | Mohamed el Osrouti    | VVSB                | 3    | 1                    |
| 9.               | Niek van Sprundel     | HSV Hoek            | 3    | 0                    |
| 9.               | Konstantinos Tsimikas | Willem II           | 3    | 0                    |
| 19.              | 56 spelers            | 56 spelers          | 2    | X                    |
| 76.              | 189 spelers           | 189 spelers         | 1    | X                    |
| Eigen doelpunten | Eigen doelpunten      | Eigen doelpunten    | 6    | X                    |
| Totaal:          | Totaal:               | Totaal:             | 374  |                      |
| Wedstrijden:     | Wedstrijden:          | Wedstrijden:        | 104  |                      |
| Gemiddelde:      | Gemiddelde:           | Gemiddelde:         | 3.60 |                      |